# Stonewall Jackson
Thomas Jonathan „Stonewall” Jackson magyarul „Kőfal” Jackson (Clarksburg, Virginia, 1824. január 21. – Guinea Station, Spotsylvania megye, Virginia, 1863. május 10.) hivatásos amerikai katonatiszt, az amerikai polgárháborúban a déliek Robert E. Lee után legismertebb parancsnoka. Jackson 1863-ig a keleti hadszíntér majdnem minden összecsapásában részt vett és a déli győzelmekben jelentős szerepet vállalt.
Jackson Virginiában született, azon a részen, ami később Nyugat-Virginia néven önálló állammá vált. Szegény sorba született és kiemelkedését az tette lehetővé, hogy felvételt nyert a West Point Katonai Akadémiára. Tanulmányait óriási szorgalommal végezte és fokozatosan fel tudott zárkózni színvonalasabb alapoktatást kapott társai mellé. Kitüntetéssel szolgált a mexikói–amerikai háborúban és a chapultepeci ütközetben előléptették az önkéntes hadsereg őrnagyává és a hivatásos hadsereg főhadnagyává. 1851-től 1863-ig a Virginia Military Institute akadémiáján tanított, de tanári képességei gyengék voltak és diákjai rendre kigúnyolták és futóbolondnak nézték. Kétszer házasodott; első felesége szülés közben meghalt. Sógornőjével való szerelme szigorú vallási tiltás miatt nem szökkenhetett virágába. Második felesége, Mary Anna Morrison hosszú özvegységben élte túl férjét. Virginia 1861-es elszakadásakor Jackson belépett a konföderációs hadseregbe. Az első Bull Run-i csatában dandárját kimagaslóan irányította és jó helyzetfelismerésével és szilárd helytállásával az uniós roham visszaverésében oroszlánrészt vállalt. Barnard E. Bee dandártábornok visszavonuló katonáit kitartásra buzdítva ekkor hasonlította Jacksont állítólag egy kőfalhoz, mely nevet a déli sajtó felkapta és hamar legendás lett.
Jackson 1862 elején végrehajtotta a Shenandoah-völgyi hadjáratot. Az első kernstowni ütközetben a hibás hírszerzési értesülések miatt elszenvedett vereségtől eltekintve Jackson lendületes és óvatos manőverezéssel három különböző uniós hadsereget vert meg és ezzel megakadályozta, hogy bármelyikük megerősítse a Potomac hadsereget a Virginia-félszigeti hadjáratban Richmond kapui előtt. Ezután három hadosztályával Lee tábornagy segítségére sietett. A hétnapos csata alatti teljesítménye gyenge volt és Lee haditerveit szinte egyetlen alkalommal sem tudta teljesíteni. Az észak-virginiai hadjáratban azonban Jackson csapatai előbb zsákmányul ejtették és elpusztították John Pope vezérőrnagy ellátóbázisát, majd a Virginiai hadsereg ismételt rohamainak ellenállva kimagasló teljesítményt nyújtottak a második Bull Run-i csatában. 1862 szeptemberében a Maryland hadjárat során előbb térdre kényszerítették a Harpers Ferryben állomásozó helyőrséget, majd a antietami csata vérzivatarában a balszárny védelmét bízták Jackson csapataira, ahol a súlyos támadások kis híján teljesen felőrölték ellenállásukat. A Fredericksburgnél decemberben megvívott csatában, Jackson hadtestének közepén több száz méter széles lyukat hagyott védtelenül, melyet egy lendületes északi támadás kihasznált és a déli veszteségek nagy részét a csatában ennek visszaverésekor szenvedték el.
1863 májusában a jókora létszámfölényben levő uniós hadsereg fenyegetésével szemben Lee háromfelé osztotta hadseregét. Május 2-án Jackson 30 000 fős hadtestével megkerülte a Potomac hadsereg állásait és meglepetésszerű támadást indított annak jobbszárnyán, mellyel megfutamította a XI. hadtest csapatait és kb. három kilométerre nyomta vissza vonalukat. Az éj leszálltával saját járőrei tüzet nyitottak a vonalak elé kiment altábornagyra és súlyosan megsebesítették a karján. Jackson túlélte karja amputálását; de nyolc nappal később belehalt a szövődményként fellépő tüdőgyulladásba. 
A hadtörténészek általában az Egyesült Államok egyik legtehetségesebb harctéri parancsnokának tartják. Hadműveleteit továbbra is tankönyvi példaként tanítják. Halála nagy veszteséget jelentett a Konföderáció számára, nem csak a katonai kilátásokat illetően, de a lakosság áldozatvállalási készségében is. Jackson a Dél hősiességének és odaadásának szimbólumává vált. Gyakran létszámhátrányban kivitelezett bátor katonai kezdeményezései a Konföderáció mítoszának jelentős részét képezik és a közvélemény egyik leggyakrabban feltett kérdése azt firtatja, mi lett volna, ha Jackson nem hal meg. Hősi alakját legjobban a Konföderáció elveszett ügyének mítoszápolói domborították ki.

## Ifjúsága

### Származása
Thomas Jonathan Jackson John Jackson (1715/1719–1801) és Elizabeth Cummins (1723–1828) ükunokája volt. John Jackson Coleraine közeléből származó ulsteri skót protestáns volt. Londonban az Old Bailey bírája hétévnyi gyarmati büntetőtelepen letöltendő kényszermunkára ítélte 170 font sterling ellopása miatt. Elizabeth londoni születésű, erős és magas, 180 cm-re nőtt szőke asszony volt, akit 19 ezüst, ékszerek és finom csipkék ellopása miatt szintén a gyarmatokra küldtek. Mindkettőjüket a Litchfield kereskedőhajón szállították, amely 1749 májusában indult el Londonból, fedélzetén 150 fegyenccel. John és Elizabeth a hajón találkozva ismerkedtek meg egymással és mire Annapolisba értek, már viszony szövődött köztük. Noha Maryland különböző helyeire küldték őket, 1755 júliusában összeházasodtak.
A család átkelt a Blue Ridge-hegység túloldalára és 1758-ban a virginiai Moorefield közelében telepedtek le. 1770-ben a nyugatabbra fekvő Tygart Valley-folyó mentére költöztek. óriási parcellákban szereztek virginiai birtokot földművelés céljából a mai Buckhannon városa közelében, melyből 12 km² Elizabeth tulajdonába került. John és két tinédzser fia korán fegyvert fogtak az amerikai szabadságharcban és 1780. október 7-én részt vettek a Kings Mountain-i ütközetben. John a háború végére századosi rangot ért el és 1787 után hadnagyi rangban szolgálhatott a Virginia állami milíciában. Amíg a férfiak a hadseregben szolgáltak, Elizabeth az otthonukat alakította át kisebb erődítménnyé, melyet Jackson erődjének neveztek és védelmül szolgált az indián támadásokkal szemben.
A házaspárnak nyolc gyermeke született. Második fiukat Edward Jackson névre keresztelték, akinek harmadik fia, Jonathan Jackson volt Thomas apja. Jonathan David Edward Jackson nevű nagybátyja prémvadászból híres felfedezővé és utazóvá vált Missouriba, Santa Fébe és Kaliforniába és Wyomingba vezetett. Jonathan anyja 1798-ban meghalt és apja három évvel később újraházasodott. Mostohaanyja még kilenc gyermeket szült apjának.

### Gyermekkora
Thomas Jackson Julia Beckwith Jackson (1798–1831) és Jonathan Jackson (1790–1826) harmadik gyermekeként született. Mindkét szülő virginiai volt és Jonathan ügyészként, ügyvédként dolgozott. A család három gyermekével Clarksburgben élt, amely ma Nyugat-Virginia része. A csecsemő anyai nagyapja után nyerte a Thomas nevet. Szülőhelyére vonatkozólag nincs egyetértés. Egy parkersburgi falon levő emléktábla azt állítja, hogy ennek közelében, egy rönkházban született, mikor anyja és apja látogatóba érkeztek az anyai nagyszülőkhöz, akik helyi lakosok voltak. Írásbeli adatok szerint Thomas beceneve zsenge gyermekkorában "igazi makaróni" (kb. valódi gigerli) volt, de az oka feledésbe merült és valódisága is elég bizonytalan.
Thomas hatéves nővére, Elizabeth 1826. március 6-án tífuszos lázban meghalt. Apja március 26-án halt meg a tífuszban. A Laura Ann nevet kapó húga mindössze egy nappal Jonathan halála után született meg. Julia Jackson így 28 évesen, három kisgyermekével és sok adóssággal megözvegyült. Adósságai kifizetése céljából eladta a családi házat és az ingóságokat, majd a rokonok segítségét visszautasítva egy egyszobás házba költözött. Varrásból és iskolai tanításból próbálta eltartani magát és gyermekeit négy éven keresztül, de olyan szegénységben éltek, hogy a gyerekek inkább számítottak a clarksburgi közösség gyámságában levőnek.
1830-ban Julia újraházasodott. Férje, Blake Woodson ügyész nem szerette mostohagyermekeit. Továbbra is szűkösen éltek és 1831-ben Julia életet adott Thomas féltestvérének, William Wirt Woodsonnak, de a szülési komplikációk miatt életét vesztette. Három idősebb gyermeke így árván maradt. Julia házilag készített koporsóba és jelöletlen sírba lett elhantolva a Westlake Cemetery temetőjében, mely Fayette megyében a James-folyó–Kanawha út mentén állt, a mai Ansted közelében.

### A Jackson-malom, testvéri kötelékei és tanulmányai kezdete

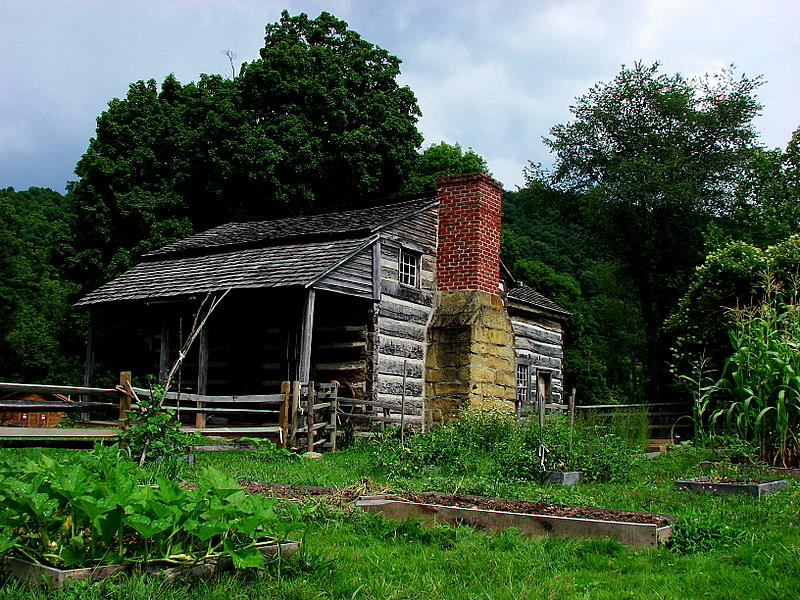
Jackson malma

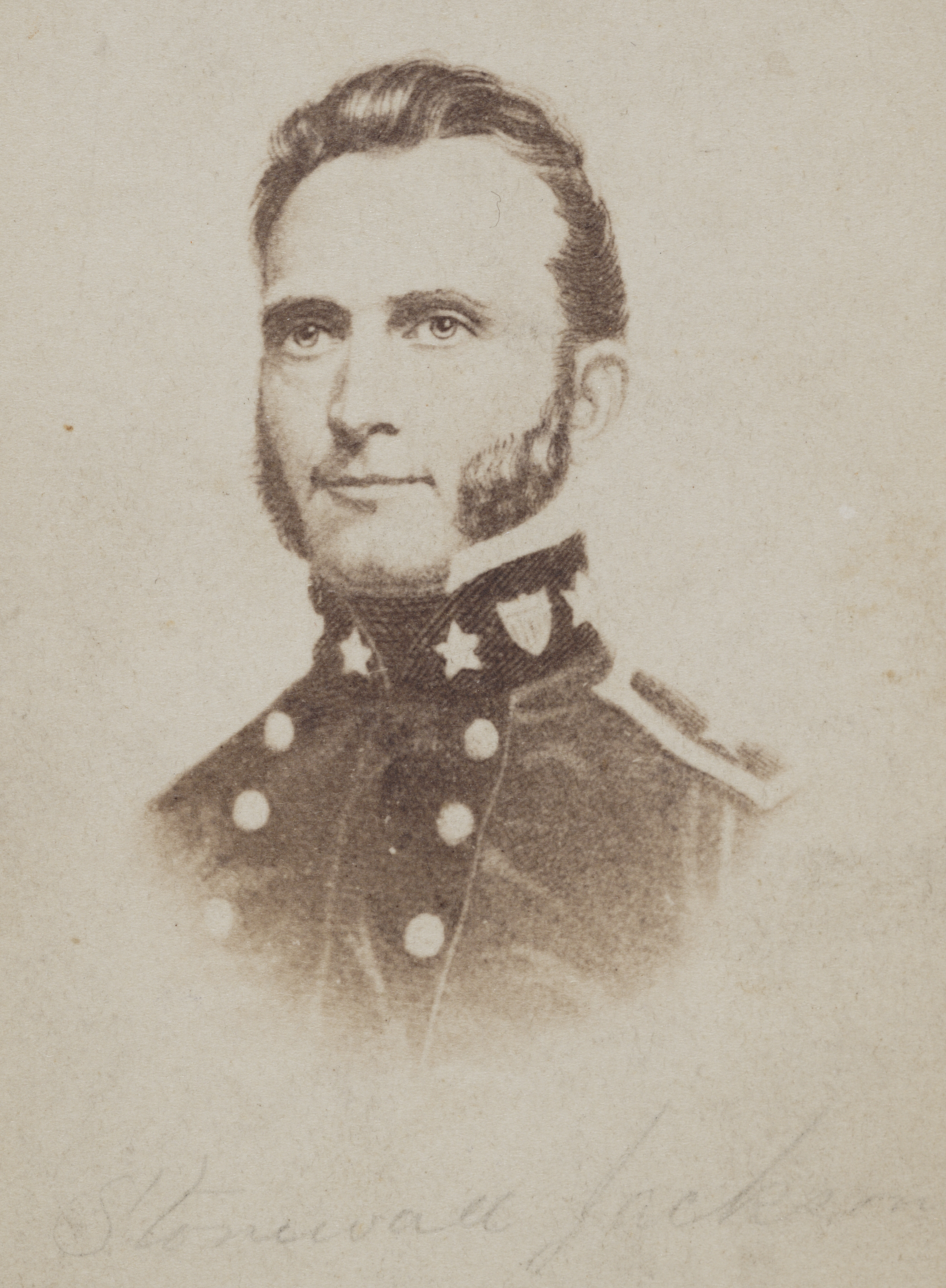
A fiatal Jackson

Mikor édesanyjuk egészsége hanyatlani kezdett, Thomast és Laura Annt félnagybátyjukhoz, Cummins Jacksonhoz küldte, akinek gabonamalma volt a mai Weston közelében, Lewis megyében. Bátyjukat, Warrent Julia rokonai nevelték fel. Thomas és Laura Ann 1831 novemberében hazatért, hogy elbúcsúzhasson anyjától. Négy évet éltek a malomban, mielőtt elváltak volna egymástól. Laura Annt más rokonok fogadták be, Thomas pedig Polly nagynénikéjéhez került, aki apja testvére volt. Polly férje Isaac Brake, Clarksburgtől nyolc kilométerre lakó farmer volt, akit Thomas idegenként kezelt és emiatt sok szidást kellett eltűrnie. Egy évvel később elfogyott a türelme és megszökött a családtól. Clarksburgi unokatestvére unszolására, hogy térjen vissza Polly nénikéje házába, azt felelte: „Talán úgy kéne tennem, asszonyom, de nem fogok.” Ehelyett kb. harminc kilométernyi erdős hegyvidéken átvágva visszagyalogolt a Jackson-malomhoz, ahol nagybátyjai szívesen látták és további hét éven keresztül velük élt.
Cummins Jackson szigorúan bánt Thomasszal, aki azonban úgy tekintett rá, mint tanítójára, vagy bátyjára. Cummins nagy széltoló volt, szerencsejáték és lóversenyzés volt a hobbija, a fiatal Thomas ennek ellenére szigorú munkaetikát tett magáévá. Segített a ház körüli munkában, pásztorkutya segítségével birkákat terelt, gulyát hajtott és segített a búza és kukorica betakarításában. Cummins versenylovakat nevelt, így Thomas megtanult lovagolni és ő lett lovai zsokéja. Az iskolába a munkák miatt gyakran nem jutott el, de ha tehette, mindig megjelent; emiatt nagyrészt autodidakta módon tanult. Egyezséget kötött nagybátyja egyik rabszolgájával, hogy tűzifáért cserébe olvasni tanítja és a világosság mellett éjszaka így kölcsönkönyveket olvashatott. Virginiában ekkoriban még törvény tiltotta a rabszolgák, szabad feketék és mulattok olvasni tanítását, de Thomas ettől függetlenül állta a szavát és titokban tanította cinkosát. A fiatal rabszolga mihelyt olvasni tudott és képessé vált tájékozódni, Kanadába szökött a földalatti vasút titkos szervezetének segítségével.
Thomas tinédzserkorában bátyjával, Warrennel társulva lehajózott az Ohio-folyón és a Mississippi folyam egyik szigetén kezdett vállalkozásba. A vállalkozás anyagi csődnek bizonyult, ráadásul mindketten olyan betegek lettek, hogy vissza kellett térniük Virginiába. A két szerencsétlenen egy gőzhajó kapitányának megesett a szíve és hazahajózta őket. Warren sosem gyógyult ki teljesen és pár évvel később, 1841-ben, húsz éves korában tuberkulózisban meghalt. Thomas számára is traumatikusnak bizonyult az eset, mert ettől fogva hipochondriásan aggódott az emésztése, hallása és egyéb testi funkciói, általában szólva az egészsége miatt. Szinte sosem evett meg olyasmit, amit kívánt, mert meggyőződése szerint az nem tett jót az emésztésének. A Jackson-malomban töltött évei végén Thomas iskolai tanítóként is működött Lewis megyében.
Laura Annel megmaradt a szoros kapcsolat egészen a polgárháború kitöréséig, annak közeledtével azonban fokozatosan elidegenedett egymástól a két testvér. Férjezett nevén Laura Jackson Arnold makacs unionista lett a megosztott Harrison megyében, sok más nyugat-virginiaihoz hasonlóan. Laura Ann olyan erősen ragaszkodott elképzeléseihez, hogy bátyjának halálakor már jó és rossz érzések egyaránt kavarogtak benne. Egy uniós tiszt szerint levertnek látszott a hírek hallatán, de uniós elkötelezettsége erősebb volt, mint a családi kötelék. Egy levélben a tiszt azt írta, hogy Laura azt mondta, „inkább holtan akarja látni, mint a lázadók hadseregének vezetőjeként”. Az asszony uniós meggyőződése férjétől, Jonathan Arnoldtól is elidegenítette.

## Katonai karrierje

### A West Pointon

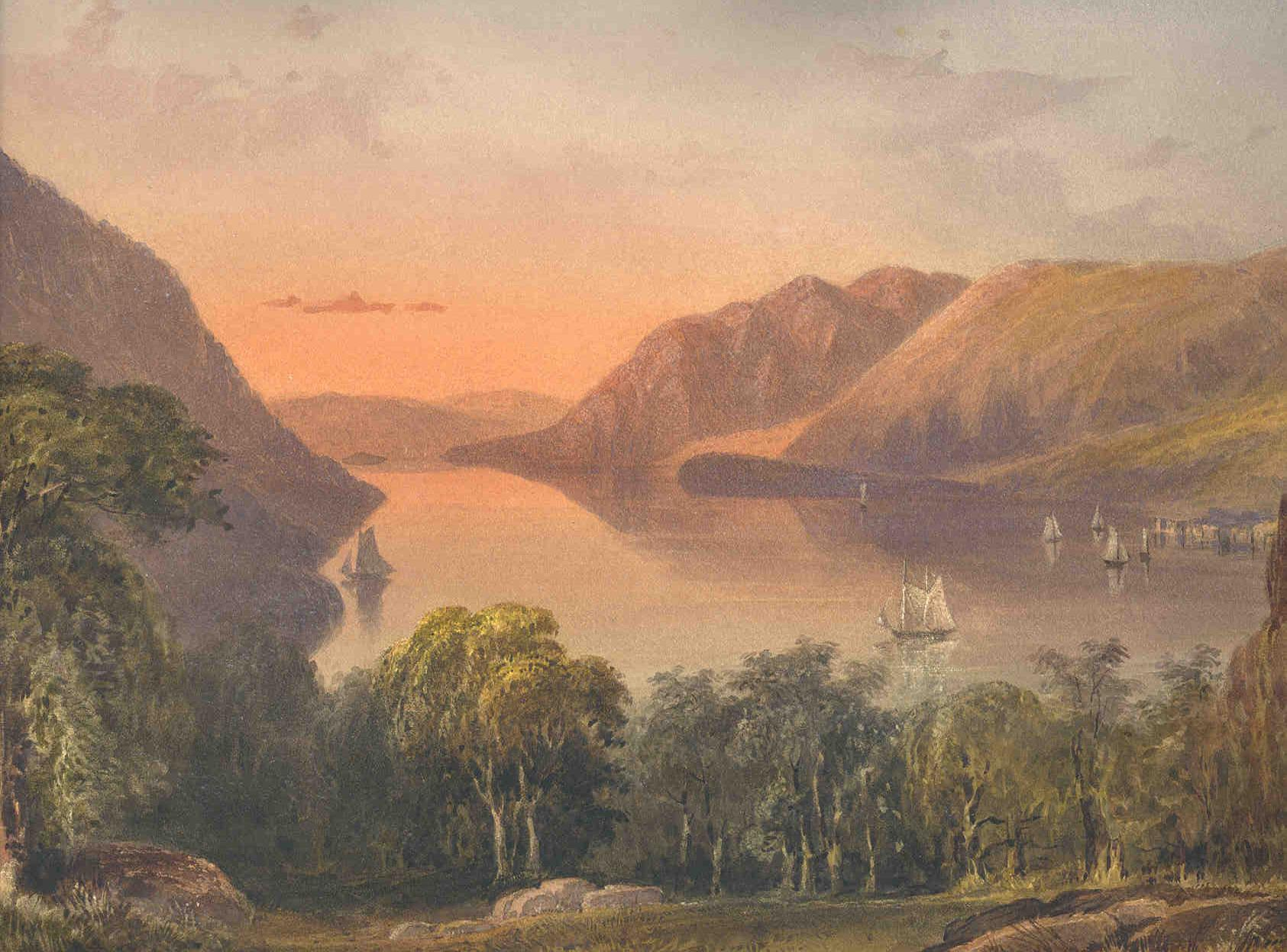
Kilátás a West Pointról a Hudson-folyó völgyébe, Truman Seymour festménye

1842-ben Samuel Lewis Hays kongresszusi képviselő, Thomas távoli rokona lehetőséget kapott, hogy egy ifjút beajánljon a West Point akadémiára. Thomas és egy Gibson Butcher nevű fiú vetélkedett tanulásban az ajánlásért, s Hays végül Butcher mellett döntött. Butcher azonban a megérkezés után alig két nap alatt meggondolta magát és hazament. Ekkor sietve megismételték az ajánlási eljárást Jacksonnal, aki kisebbségi érzésektől gyötörve, rendkívül aggódva jelent meg az Egyesült Államok Katonai Akadémiáján, a New York állambeli West Pointon. Hiányos iskolázottsága miatt már a felvételi vizsga is extrém nehézségébe ütközött. Évfolyamtársai, közte virginiai földije, Dabney H. Maury és Ambrose Powell Hill baráti közeledését is rendre elhárította, hogy semmi ne vonja el a figyelmét. A leírások szerint szívszorító látvány volt, ahogy Jackson egész testéből patakzott az izzadság az erőfeszítéstől. A 163 megjelent felvételizőből végül 133-at vettek fel ebben az évben. Jackson eredménye a 133. volt.
Egész életére jellemző makacssággal vetette magát a tanulásba. Minden leckét késő éjjelig fennmaradva addig magolt, amíg szóról szóra agyába nem tudta vésni. Mindössze három szabadidős tevékenységet engedélyezett magának: egészségügyi sétákat Fort Putnam romjaihoz, ahonnét a Hudson-folyó völgyének szépségében gyönyörködhetett, Laurának írt gyakori leveleit, és saját maga számára egymondatos életbölcsességekből álló gyűjteményét. Ez utóbbinak leghíresebb darabja így szólt: „Azzá válhatsz, amivé elhatározásod emel.” Tanyasi zsokémúltja ellenére egyáltalán nem bizonyult jó lovasnak és későbbi karrierje során sem remekelt a lóháton. Különc viselkedése és szegény származása miatt baráti kapcsolatai nemigen alakultak ki. Kemény erőfeszítése jutalmaként megállás nélkül javult tanulmányi eredménye és ezzel párhuzamosan emelkedett a kadétok rangsorában, amivel sok elismerést szerzett. Végzős évében már az 59 kadét között a 17. eredményt érte el. A vélekedések szerint ha még egy évig tart az oktatás, ő végzett volna a legelső helyen. Évfolyamának második helyezettje George B. McClellan volt, a legutolsó, 59. pedig George E. Pickett.

### A mexikói háborúban

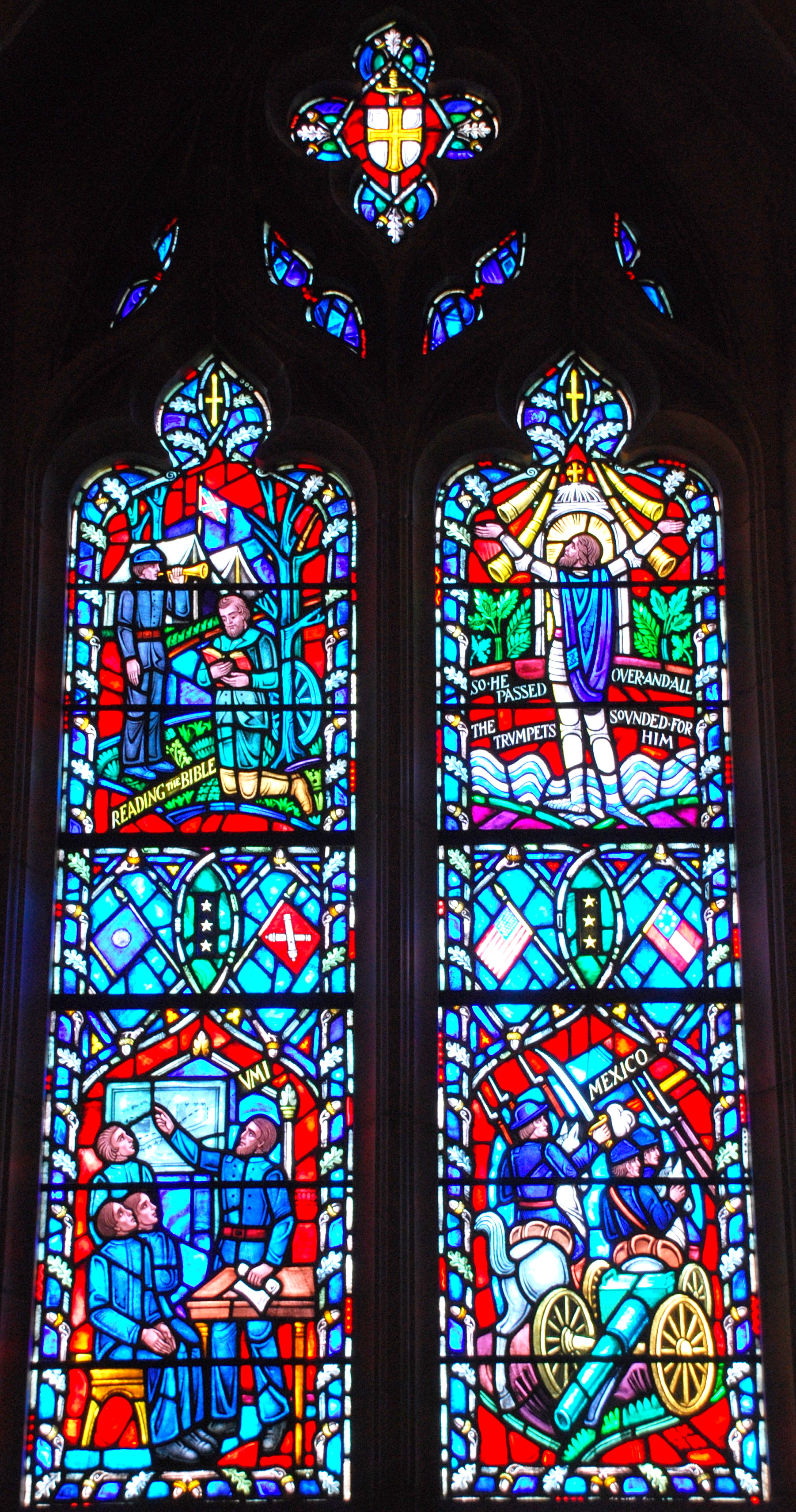
A washingtoni Nemzeti Katedrális festett üvegablakai Jackson életének mexikói eseményeit jelenítik meg.

Jackson hadnagyként kezdte szolgálatát az Egyesült Államok hadseregében, az 1. tüzérezred kötelékében. Első állomáshelye a New York-i Hamilton-erőd volt, ahova megérkeztével látnia kellett, hogy ezrede legnagyobb részét elvezényelték a Mexikó elleni háborúba. Egy Daniel Harvey Hillel folytatott beszélgetésén bevallotta, hogy nagyon irigyli, amiért az már részt vett ütközetben. Jackson jelentkezett egy John B. Magruder százados parancsnoksága alá kerülő, szervezés alatt álló gyors mozgású tüzéregységbe. Átvezénylése után részt vehetett Winfield Scott Vera Cruznál partra szálló hadseregének műveleteiben és higgadtsága az első perctől kitűnt. Magruder dícsérte a félelmet nem ismerő magatartását. Harcolt Vera Cruz ostrománál, a Contrerasi ütközetben, a Chapultepeci ütközetben és a Mexikóvárosi csatában. Teljesítménye egészen kiváló volt; Scott hadseregében senki nem kapott három előléptetésnél többet. Jackson a reguláris hadseregben főhadnagyi rangot kapott, és az önkéntes hadseregben előbb címzetes századossá, majd őrnaggyá léptették elő.
A Molino del Rey-i ütközet után D. H. Hill, Barnard E. Bee és más fiatal tisztek felbuzdulásukban üldözőbe vették a menekülő mexikói hadsereget, amelynek lovassága váratlanul megrohamozta őket egy keresztútnál és Jackson gyorsmozgású ütegének fedezőtüze kellett hozzá, hogy bajtársaik visszaérhessenek a saját soraik közé.
A Chapultepec-kastély 1847. szeptember 13-i megrohamozásakor egy rossznak érzett parancsot megtagadva nem vonta vissza csapatait. Mikor felettese felelősségre vonta, elmagyarázta indokát, miszerint a visszavonulás kockázatosabb lett volna, mint a folytatódó tüzérségi párbaj, amelyben létszámhátrányban volt. Megítélése helyesnek bizonyult, mikor a támogatására érkező dandár kihasználta az üteg helytállását. Mexikóvárosban azonban szintén rossznak érezte parancsát, mégis végrehajtotta, mikor a mexikói hatóságok nem adták fel a várost időben és utasítása szerint egy civil tömeget kellett ágyúznia. A chapultepeci helytállás és a visszavonuló mexikói hadsereg agresszív üldözése okán kapta meg Jackson az önkéntes hadsereg őrnagyi rangját. Mexikóban Jackson megismerkedett Robert E. Lee-vel.

## A békeidős szolgálat
A háború után egysége hazatért a New York-i erődökbe, ahol Taylor százados, ütegének parancsnoka hatására érdeklődni kezdett a vallás iránt. Az episzkopális egyházban megkeresztelkedett és keresni kezdte a hitének megfelelő felekezetet. A helyőrségi élet unalmában Jackson hipochonderként járta a nagyváros orvosainak rendelőit, akik kapva kaptak az alkalmon mindenféle kúrákat kipróbálni rajta. Ennek folyamán Jackson megszerette különféle a vízterápiás célú fürdők vételét.
Egységét ezután Floridába vezényelték, először a Casey-erődbe. Ez a szeminol háborúk második fejezete után történt, mikor az amerikai kormányzat megpróbálta a maradék szeminol indiánokat elköltöztetni a vadnyugatra. Rövid itt tartózkodás után Jacksont kinevezték a Tampától kb. 50 kilométerre délre levő Fort Meade helyőrségének parancsnokhelyettesének. Az erődöt a tervezőjéről, George G. Meade-ről nevezték el, a parancsnoka pedig William H. French őrnagy volt, akivel Jackson lényegében folyamatos háborúban állt. Vitáiknak, egymásra tett panaszaiknak, feljelentéseiknek és hadbírósági tárgyalásaiknak se vége, se hossza nem volt.
French kezdetben még kedvelte Jacksont a mexikói élmények alapján, de hamarosan összetűzésekbe kerültek. French olyan indiánellenes portyákra küldte Jackson, ahol hosszú gyaloglások után sem akadtak indiánra, amit dühödten jelentett feletteseinek. French részletekbe menő pedantériája miatt részletes jelentést követelt arról, hogyan sérült meg az egyik baka fegyvere. Amikor részegség miatt az egyik katonát büntetésre terjesztette fel, French túlságos engedékenységet vélt felfedezni és elutasította a javaslatot. Jackson 1851 februárjában sikertelen áthelyezési kérelmet juttatott el a minisztériumhoz. Amikor French elkezdett szállásmesteri feladataiba is beleavatkozni és rendelkezéseit felülírni, Jackson tiltakozó iratot küldött feletteseinek. Ebben már olyan dolgokat fogalmazott meg, hogy egy kisebb helyőrség és kb. ötven katonája fölött kizárólagos felügyeletet akart, Frenchtől teljesen függetlenül, ami miatt Thomas Childs ezredes letolta. Ezután mivel Frenchet gyakran együtt látták felesége háztartási alkalmazottjával, Juliával, akiről az a hír járta, hogy több udvarlóját French azzal zavarta el, hogy nem osztozik Julia szolgálatain, Jackson vizsgálatot kezdeményezett annak ügyében, hogy French vajon házasságtörtést követ-e el vele. French elrendelte Jackson letartóztatását.

## Civil élete Lexingtonban

### Oktatás a VMI-on

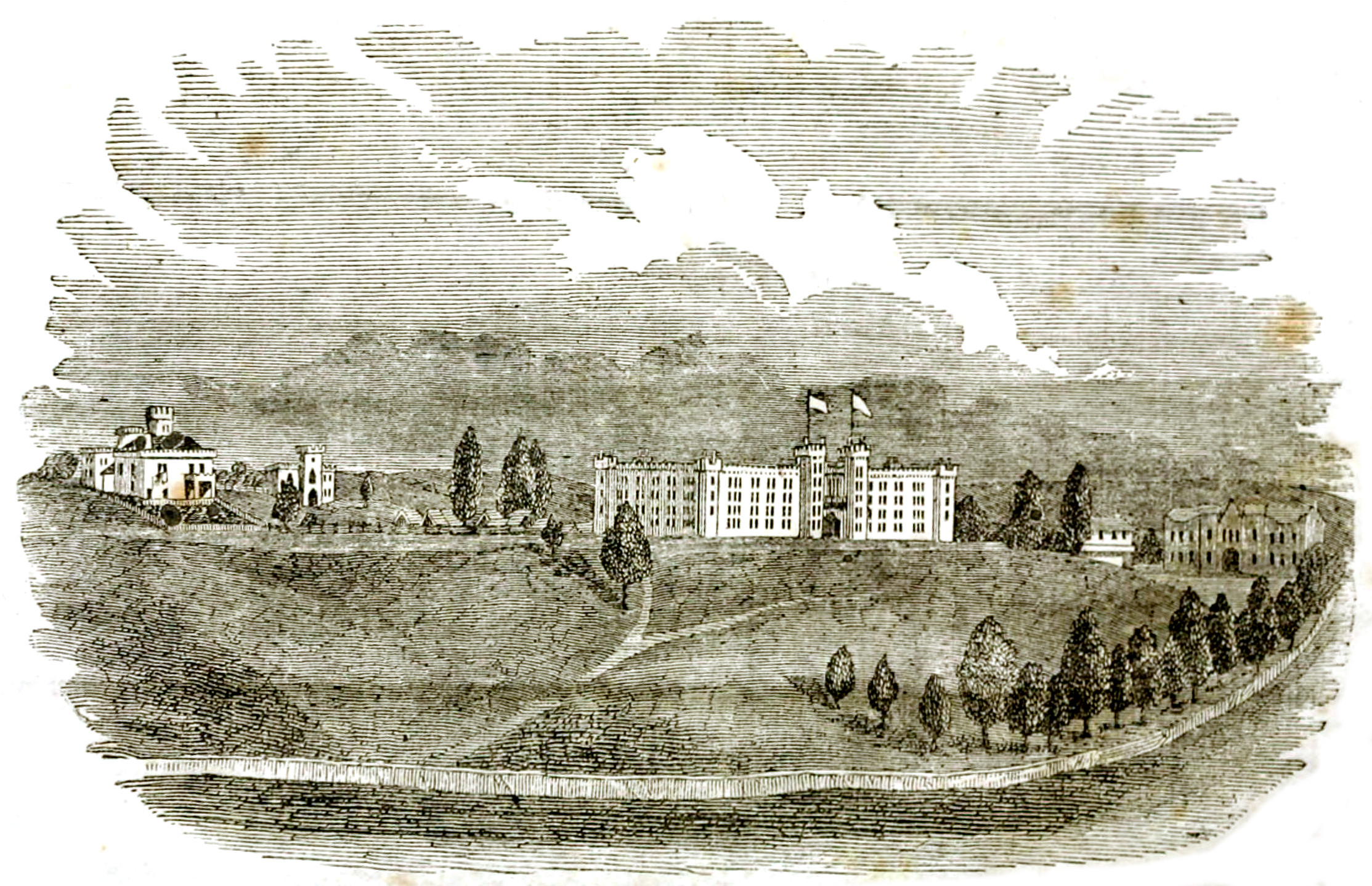
1863-as fametszet a Virginia Military Institute épületéről. Az eredeti barakkot 1864-ben David Hunter uniós katonái felégették.

Jackson kevesebb mint egy évet állomásozott Floridában, mert 1851 tavaszán felkérést kapott a VMI katonai akadémiájától, hogy vállaljon professzori állást náluk. French nyolc vádpontot fogalmazott meg ellene és hadbíróság elé akarta citálni Jacksont, aki Absalom Baird hadnaggyal együtt ült a fogdában. A Tampa Bayben levő hadseregparancsnokságról David Twiggs dandártábornoknak kellett az erődbe látogatnia és véget vetnie a felfordulásnak, mivel a vádak és ellenvádak egészen odáig jutottak, hogy az ő idejét rabolták. Mivel Twiggsnek semmi szándéka nem volt ezt folytatni, lényegében betiltotta a további ellenségeskedést. De Frenchnek ez enyén szólva nem tetszett, bővítette a vádakat összeesküvésre, még két embert próbált hozzácsapni a vádlottakhoz, és először Winfield Scott vezényló tábornokhoz fellebbezett, majd következett a hadügyminiszter, Jefferson Davis. Twiggs előbb áthelyeztette Frenchet, majd leváltatta a reputációját tönkretevő őrnagyot. Jackson sokkal bölcsebben cselekedett, mint French és már 1851. március 21-től hosszú szabadságra utazott a hadseregtől haza, Virginiába. Felmondása hivatalosan csak 1852. február 2-án lépett hatályba, de 1851 augusztusától D. H. Hill ajánlására Lexingtonban ő lett a Természeti és Kutatási Filozófia és a tüzérség professzora.
Jackson életanyagának egy részét, a fegyelmet, a mozgékonyságot, az ellenség erejének és szándékainak felmérését a saját erő és szándékok leplezése mellett és a hatékony gyalogsági rohamok tüzérségi támogatását mint időt álló esszenciális bölcsességet továbbra is tanítják a VMI-on. Ezzel szemben azonban igen népszerűtlen oktatónak bizonyult, akit diákjai szigoráért nem szerettek, oktatói gyengeségeit kigúnyolták. A természeti és kutatási filozófia megnevezés a természettudományokat rejtette, amelyhez nem volt semmilyen affinitása, ezért ugyanahhoz a stratégiához folyamodott, mint a West Pointon és szóról szóra bemagolta az előadni kívánt anyagot. Mivel azonban ennél többet nem tudott, ha egy diákja megállította magas, monoton és orrhangú előadása közben és további magyarázatot kért a hallottakról, akkor megállt, lassan megismételte, amit az előbb is elmondott és aztán továbbhaladt. Ha a diák újabb kérdéssel „akadékoskodott”, akkor büntetőfeladatot szabott ki rá. Vizsgáin ugyanezt a fajta memóriagyakorlatot várta el diákjaitól, vagyis feladott szövegek betanulását és emlékezetből való előadását.
A tüzérségi oktatásban sokkal jobban teljesített, fényes kék szeme ilyenkor fellángolt és egyszeriben megtelt élettel és mondanivalóval a leírások szerint. De a magával szemben végtelenül szigorú követelményeket felállító Jackson tanítványaitól is katonai fegyelmet követelt meg, amit a VMI hagyományosan szabadabb beállítottságú növendékei egyáltalán nem tudtak értékelni és lázadoztak ellene. A VMI növendékei hagyományosan a virginiai legfelsőbb körök gyermekeiből kerültek ki. A déli neveltetés, a magas társadalmi státusz nem protestáns munkaetikát és szigorú fegyelmezettséget tanított az ifjaknak. Humortalan szigora, excentrikus viselkedése, miatt diákjai kigúnyolták és vagy a szellemhistóriákra utalva Öreg Kékfénynek, vagy Bolond Tomnak nevezték. Egyik diákja, James A. Walker párbajra is kihívta, melyet Jackson elhárított. 1856-ban egy csoport végzett diák megpróbálta eltávolítani az akadémiáról. Az évek folyamán Jackson fejlődött, ám igazgatója szerint: „Bátor ember, lelkiismeretes ember, jó ember, de nem volt professzoralkat.”

### Magánéleti vonásai
Jackson különleges szokásai hozzájárultak népszerűtlenségéhez. Úgy tűnt, hogy humorérzéke teljességében hiányzik, melyre jellemző, hogy egyszer megpróbált kirúgatni egy kadétot egy vele űzött tréfájáért. Hipochondriás meggyőződéssel vélte, hogy szívritmusproblémái és ízületi gyulladásai vannak. Szeme fájdalmát és könnyezését is betegségnek vélte. Egyszer az a meggyőződés kerítette hatalmába, hogy egyik oldalának belső szervei kisebbek a másiknál, s hosszú ideig állt furcsa pózokban hogy helyükön tartsa szerveit. Ritkán evett normális mennyiséget és gyakran mindössze tejet és kétszersültet, vagy vizet és száraz kenyeret fogyasztott. Rendszeresen szedett viszont korabeli orvosi csodaszereket is, mint az arzénozott, kénezett víz, ezüst-nitrát, és glicerinnel inhalált. Keveset aludt, de gyakran szundikált nap közben és előszeretettel fürdött ásványi sókkal dúsított vízben.
Lexingtonba érkezése után megtalálta a keresett spirituális támaszt és hitbuzgó kereszténnyé válva elkötelezte magát a presbiteriánus egyház mellett. A lexingtoni presbiteriánus közösség diakónusa lett, közreműködött a vasárnapi iskola és a bibliaolvasó kör megszervezésében. Jackson azonban képtelennek bizonyult a mise alatt ébren maradni és folyton elaludt. „Ez az én gyengeségem,” – mondta erről szólva, „és a felébredéskor érzett szégyen a büntetésem, melyet elfogadok.” Egy alkalommal egy hipnotizőr érkezett Lexingtonba és előadásán megpróbálta őt szuggerálni. Mikor a mutatvány nem látszott működni, a közönségből bekiabáltak, hogy az egyetlen, aki akarata ellenére álomba tudja ringatni, az a tisztelendő úr.
Hitbuzgó és különc viselkedése nem tette szociálisan elfogadottabbá. Jackson vallási elhivatottsága ellehetetlenítette a legegyszerűbb beszélgetések lefolytatását. Ha valaki megjegyezte, hogy bárcsak ne esne az eső, akkor Jackson kikötötte, hogy „amennyiben a Teremtő azt jónak látja”, amivel sikeresen elvágta a kialakuló eszmecserét. Idegesítően szó szerint vett mindent; ha valaki a „tudja, hogy van ez” kifejezéssel élt, akkor néha közbeszólt, hogy ő voltaképpen nem tudja. Nem volt hajlandó senkiről elítélően nyilatkozni, amivel kiiratkozott a közösségi pletykálkodásból. A Virginia Debating Society (Virginiai vitaegylet) tagjaként dadogásba és összezavarodásba fúltak beszédei, és befejezni kényszerült őket, majd makacs ember lévén újra felpattant és újrakezdve még jobban belezavarodott, amellyel nyilvánosan blamálta magát és igen kényelmetlen perceket szerzett hallgatóságának is. Este kilenc órakor mindennap, akármi történt is éppen, elköszönt és hazament, s eközben az sem érdekelte, ha valaki éppen egy beszélgetés közepén tartott.

### Házassága

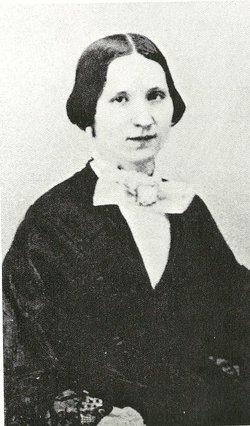
Elinor Junkin Jackson

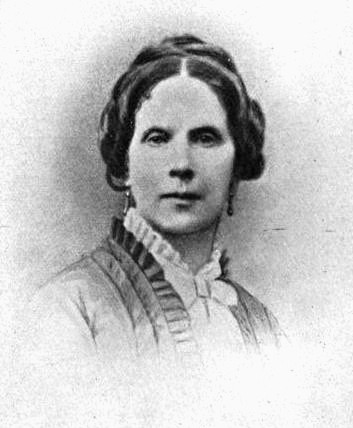
Margaret Junkin

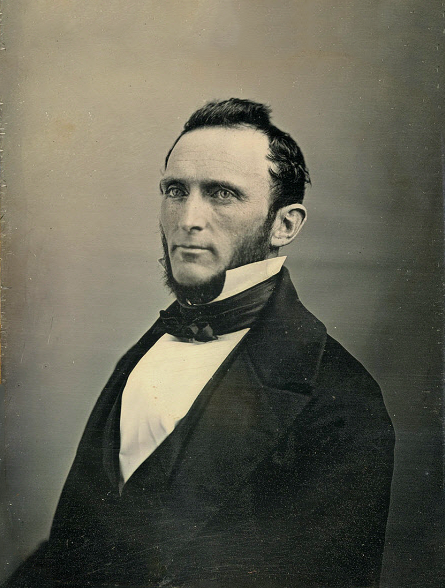
Thomas J. Jackson 1855-ben

A közösségi életben való beilleszkedési zavarok ellenére életének lexingtoni periódusa rendkívül boldog magánéleti pillanatokkal ajándékozta meg. Barátja, Daniel Harvey Hill és felesége egy időre magukévá tették a feladatot, hogy Jackson magánéletét menedzseljék. Bemutatták Elinor Junkinnak, akinek apja, George Junkin a Washington College (későbbi nevén a Washington és Lee Egyetem) elnöke volt. Jackson és Elinor között viszony szövődött, mely 1853-ban házasságba torkollt. Az elnök rezidenciájához egy toldaléképületet építettek, ahová a Jackson família költözött. A boldogság azonban csak egy évig tartott, mert Ellie gyermeke 1854. október 22-én halva született és egy óra múlva Ellie is meghalt.
A tragédia lesújtotta Jacksont. Fájdalmát sógornője, Margaret Junkin próbálta enyhíteni, akit vélhetőleg már korábban is vonzalom fűzött hozzá, mert vehemensen ellenezte nővére házasságát és ragaszkodott hozzá, hogy elkísérje a párt New Yorkba és Québecbe vezető nászútjára. Margaret és Jackson között a kialakuló gyengéd érzelmek ellenére azonban már nem keletkezhetett viszony, mert közös presbiteriánus hitük szerint az Elinorral való házasság rokonná tette őket, akik között tiltott volt a házasság.
D. H. Hill 1854-ben Észak-Karolinába költözött és a Davidson College főiskoláján kezdett tanítani. Meghívta Jacksont családjához látogatóba és bemutatta felesége, Isabella Morrison húgának, Mary Annának. Isabella és Mary Anna apja presbiteriánus lelkész és a Davidson College első elnöke volt. 1857-ben júliusában egy európai körút után Jackson újraházasodott és elvette Mary Annát feleségül. Kislányuk, Mary Graham 1858. április 30-án született meg, de alig egy hónappal később meghalt. Második lányuk 1862-ben született meg, a háború idején, mikor Jackson nem hagyhatta el a csapatait, így csak jóval később, 1863-ban láthatta meg kislányát először. A gyermek a Julia Laura nevet kapta Jackson édesanyja és nővére után.
1859-ben Jackson megvásárolta Lexingtonban az East Washington utca 8. szám alatt álló 1801-ben épített téglaházat; élete egyetlen ingatlantulajdonát. Két évig lakott benne, mielőtt újra katonai szolgálatba lépett és soha többé nem tért haza utána.

### A család és a rabszolgaság
Amennyire kevéssé ismerte el Jacksont Lexington fehér közössége, annyira szerette őt a város afroamerikai lakossága, lett légyen rabszolga, vagy szabad ember. 1855-ben segítségével szervezték meg a presbiteriánus egyház vasárnapi iskoláját fekete gyermekek számára. Mary Anna is tanított az iskolában, mivel Jackson „úgy gondolta, hogy munkámmal a színes gyerekeket kell segítenem, és hitt benne, hogy fontos és hasznos a Szentírás erős kezét a tudatlan afrikai rassz fölé kiterjeszteni, hogy felemeltessenek általa.” Dr. William Spottswood White lelkipásztor azt mondta Jackson és vasárnapi iskolája diákjainak viszonyáról: „Vallási oktatásuk csodálatosan sikeres volt. Nebulói alaposak és határozottak, de nagyon kedvesek voltak. ... szolgái bálványozták és bátyjukként, vagy apjukként imádták őt. ... Együttérző barátja volt a feketéknek.” Jackson nevükön szólította tanítványait, azok pedig szeretettel Őrnagy gazdának címezték.
Jackson családjának hat rabszolgája volt az 1850-es évek végén. Hármukat, Hettyt, és két kamasz fiát Cyrust, és George-ot nászajándék gyanánt kapták. Albert maga kérte, hogy Jackson vásárolja meg őt és engedje a szabadságáért megdolgoznia. Albert egy Lexingtoni hotel pincére volt és Jackson a megvásárlás után bérbe adta munkáját a VMI számára. Amy ehhez hasonlóan egy nyilvános rabszolga-árverésen kérte Jacksont, hogy őt is vásárolják meg és a család szakácsa és házicselédje lett. A hatodik, Emma négyéves árva lány volt, akit Jackson egy idős özvegytől kapott és feleségének, Mary Annának ajándékozott a házukba költözéskor. A kislánynak tanulási zavarai voltak. A polgárháború kitörése után Jackson úgy tűnik, hogy eladta, vagy bérbe adta rabszolgáit. Mary Anna Jackson 1895-ben írt memoárjában úgy emlékezett: „szolgáink ... gazdájuk irányítása és ellenőrzése hiányában az idők szavától túl demoralizálttá váltak, így az tűnt számára a legjobbnak, ha jó házat keresek számukra a városban.” James Robertson azt írta Jackson rabszolgasággal kapcsolatos nézeteiről:
|  | „Jackson se el nem utasította, se nem helyeselte szavával a rabszolgaság gyakorlatát. Valószínűleg ellenezte az intézményt, de hite szerint a Teremtő jóváhagyta a rabszolgaságot, s így ember fiának nem volt erkölcsi joga ennek eltörléséhez. A jó keresztény rabszolgatartó szolgáit emberségesen és méltányos módon kezelte minden időkben.” |
|  | |

### John Brown-féle felkelés és következményei
1859. október 16-án John Brown és kb. kéttucatnyi militáns abolicionista felkelő hatalmába kerítette Harpers Ferry városában a fegyverraktárat és fegyverek birtokában rabszolgafelkelést akartak szervezni. A Lee ezredes csapatai és a városi polgárok milíciája által levert próbálkozás után a legtöbb felkelő meghalt, vagy megadta magát. 1859 novemberében William Gilham őrnagy Virginia kormányzójának kérésére a VMI kadétjainak csapatát Charles Townba vezette, hogy John Brown és társai akasztásához extra erőt biztosítson. December 2-án Jackson őrnagy a VMI két tarackból és az azt kiszolgáló 21 főből álló tüzérségének parancsnoka volt az akció során.

## A polgárháborúban

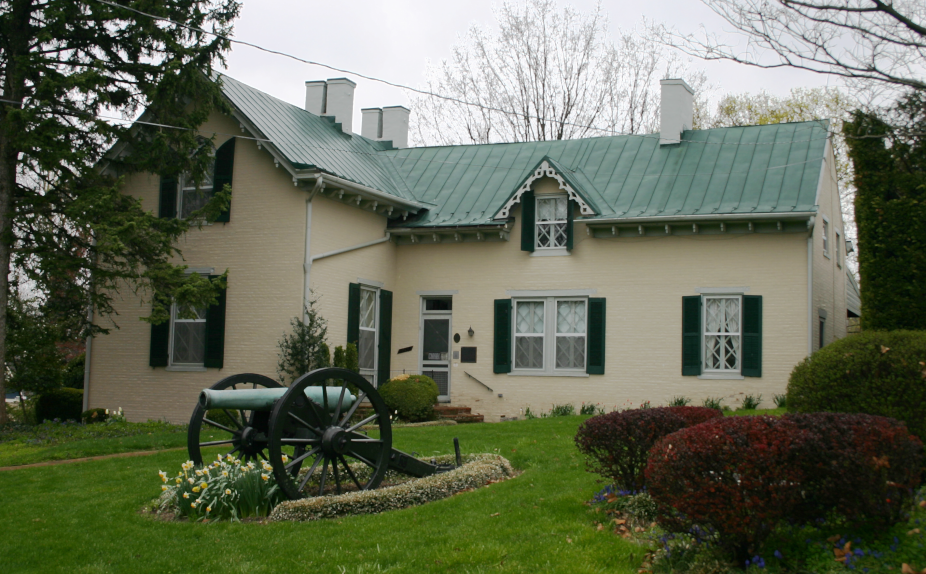
A winchesteri Lewis T. Moore ezredes-ház, Jackson altábornagy főhadiszállásáról készült kép 2007-ből.

### A szecesszió
Jackson hitt az amerikai tagállamok elszakadáshoz való jogában, de nem hitt abban, hogy ezt Virginiának hasznos lenne a gyakorlatba átültetnie, ezért boldog volt, mikor a virginiai szecessziós konvenció elutasította a kiválást. A Fort Sumter-krízis végén azonban a dél-karolinai milícia erővel kényszerítette a szövetségi csapatokat a szövetségi tulajdonban levő erőd elhagyására és kitört a háború. A kompromisszum esélyének odavesztét látva Virginia megszavazta a kiválást és az Konföderációhoz való csatlakozást és Jackson ezt az Úr akaratának tekintette.
1861 áprilisában a VMI kadétjainak élén elhagyta Lexingtont és Richmondba ment, ahol a konföderációs hadsereg újoncainak kiképzője lett és a gyalogság ezredesi rangjára léptették elő. 1861. április 27-én John Letcher kormányzó utasítást adott, hogy vonja ellenőrzése alá Harpers Ferryt. A környékbeli déli milícia közeledtére a kisszámú uniós helyőrség sietve elhagyta a hadianyaggyára miatt fontos várost és annak gépsorait csak részben tudta megrongálni. Jackson gyorsan átlátta, hogy Harpers Ferry megtartásához a Potomac-folyón túli uralgó magaslatokra tüzérséget kell telepíteni, melyet meg is tett. A magaslatok azonban Maryland állam földjén helyezkedtek el és a Konföderáció akkori stratégiája szerint nem akarta sem magát agresszornak mutatni, sem Marylandet zaklatni, mivel potenciális szövetségesnek tekintették. Robert E. Lee, Jefferson Davis konföderációs elnök katonai tanácsadója ezért utasította Jacksont, hogy ürítse ki a magaslatokat és nemsokára Joseph E. Johnston dandártábornokot nevezték ki a térség parancsnokául. Johnston rangidős volt Jacksonhoz képest és nem lehetett kezdeményező parancsnoknak tekinteni, aki oktalankodásával Marylandet a Dél ellen hangolná.
Jackson kék szövetségi egyenruhájában és a VMI kepijét hordva megkezdte a később Kőfal dandár néven ismertté vált egységének megszervezését, mely a 2., 4., 5., 27. és 33. virginiai gyalogezred katonáiból állt. Ezek az ezredek a Shenandoah-völgyből származtak, ahol Jackson főhadiszállása volt a háború első két évében. Jackson a csapatai szüntelen gyakorlatoztatásával tűnt ki; a korabeli katonai doktrínának megfelelően a fegyelmet tekintette a legfontosabbnak a csatatéren. 1861. május 24-én sikeres portyát vezetett a Baltimore–Ohio vasútvonal ellen, melyért június 17-én dandártábornokká léptették elő.

### A Bull Run-i csata

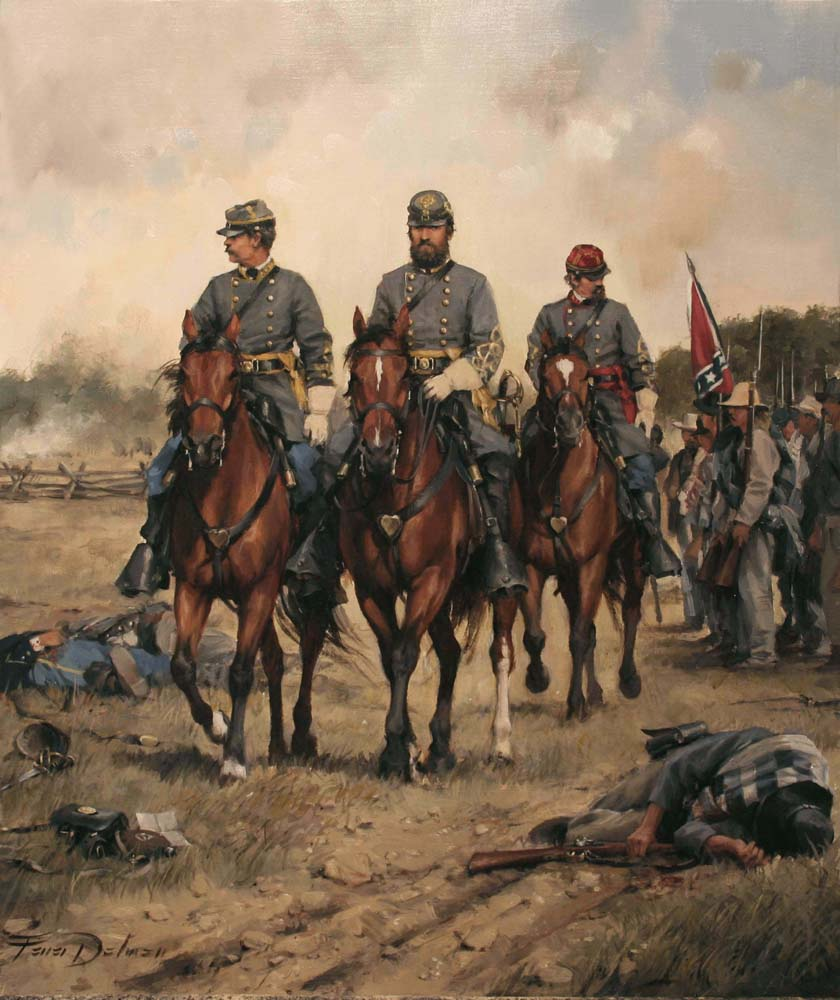
Jackson tábornok, Augusto Ferrer-Dalmau festménye

Jackson hírnevét és epitheton ornansát a Bull Run-i csatában szerezte, 1861. július 21-én. Mikor Shanks Evans ezredes észrevette a konföderációs hadsereg bal szárnya mögé kerülni igyekvő uniós támadást és vakmerően előreindult megállításukra a Matthews-dombon állást foglalni, segélykérését meghallgatva Barnard E. Bee dandártábornok és Francis S. Bartow ezredes ezredei segítségére siettek. Jackson azonban nem mozdult a Henry House-dombról, akkor sem, mikor a létszámhátrányban harcoló bajtársak ellenállása végül megtört a mögéjük kerülő Sherman hadosztály támadása következtében és futásban kerestek menedéket. Jackson pihent és fegyelmezett csapatai szolgáltak a megfutók menedékéül, mely láttán Bee azzal buzdította katonáit, hogy „Lám, ott áll Jackson, mint egy kőfal. Szánjuk el magunkat a halálra is és győzni fogunk. Gyülekező a virginiaiak mögött!”
Bee kijelentése és szándéka vitatott, melyet a tábornok nem sokkal később bekövetkező halálos sebesülése miatt csak találgatni lehet. Ezredparancsnokai egyike sem jelentett semmit a szavairól a csata után. Burnett Rhett őrnagy, Johnston tábornagy törzsfőnöke azt állította, hogy Bee valójában mérges volt amiért Jackson nem sietett segítségére a Matthews-dombon súlyos veszteségeket szenvedő dandároknak. Az ennek a véleménynek hitelt adók szerint Bee kijelentése valójában pejoratív volt: „Nézzétek, Jackson meg csak áll, mint egy kőfal!” További vita van annak tekintetében, hogy Bee egyáltalán mondott-e bármit Jacksonról és kőfalról, vagy sem. De a richmondi körökben már beszéltek a róla, mert Mary Chesnut naplója három nappal a csata után már rögzítette az akkor még pletykaszinten terjedő sztorit a névről. A valódi hírnevet hozó cikk július 25-én bukkant fel a Charleston Mercury újságjának hasábjain. A cikk az elesett Bee-t méltatta egy irányadó médiumban és a sztori túl jó volt és széles körbe elterjedt ahhoz, hogy sok más újság megállja az átvételét, így az ország teljes széltében elterjedt. Jackson nem nagyon lelkesedett jelzője miatt és Ethan S. Rafuse rámutat, hogy a kőfal ironikus megjelölés egy olyan tábornokra, akinek csapatai hihetetlen mozgékonyságáról, rendkívüli menetelési képességeiről és agresszív támadásairól híresült el.
Jackson dandárja keményen harcolt a csatában és nagyobb veszteségeket szenvedett az uniós támadás megállítása közben, mint bármely más déli dandár ezen a napon. Fegyelmüknek köszönhetően azonban kitartottak és Jackson későbbi jelzője után a Kőfal dandár nevet nyerték el. Ezt büszkén viseltek azt követően is, hogy Jackson előléptetése után más parancsnokot kaptak. Harc közben megint szokásos pózában álldogált, bal kezét égnek emelve, tenyerét előre nyújtva, melyet katonái excentrikus viselkedésnek ítéltek, vagy úgy vélték, hogy Isten áldását kérte a győzelem érdekében. Kezét ekkor vagy golyó, vagy srapneltalálat érte, mely középső ujjának csontjából is lehasított egy darabot. A sebészek véleménye ellenére nem engedte ujja amputálását.

### A Romney Expedíció
1861. október 7-én Jacksont vezérőrnaggyá léptették elő és november 4-én irányítása alá került az Észak-Virginiai Adminisztratív Hivatalhoz tartozó Shenandoah-völgyi katonai körzet, melynek központját Winchesterbe helyezte és ma múzeummá rendezték be. Megérkezése után a korábban Lee felügyelete alá tartozó völgyben és a Winchestertől délre húzódó Allegheny hegyek mentén minden kontingens fölött irányítást kért a maga számára. A régi Stonewall dandárt és William W. Loring dandártábornok hadosztályát kapta meg, mely utóbbi 1861 karácsonyáig nem lett teljesen felállítva. Eközben Jackson a helyi lovasságot új ezredbe szervezte és Turner Ashby ezredes irányítása alá rendelte. Ashby lovasságának portyájával sikerült a Chesapeake – Ohio csatorna darabjait megrongálni.
Jackson hamarosan kitervelte Nyugat-Virginia visszavételét, melyet a Potomac völgyében, Virginia északi határának mentén vezetve képzelt el. A tervet november 20-án a hadügyminisztériumba küldött levelében fejtette ki. A tervet a Észak-Virginiai Adminisztratív Hivatal támogatásával jóváhagyták. Irányítása alatt 11 000 katona gyülekezett; kicsit kevesebb, mint az általa kívánt 15 000, de a műveletet így is elindította. Banks Frederickben állomásozó V. hadteste Harpers Ferrytől Williamsportig őrizte a Potomac vonalát, William S. Rosecrans 5000 embere pedig Benjamin F. Kelley dandártábornok parancsnoksága alatt Romneyt őrizte. Rosecrans saját terve a gyenge védelemmel hátrahagyott Winchester elfoglalását tűzte ki célul, melyet meg akart erődíteni és a konföderációsok ellenőrizte Manassas kereszteződés ellen irányuló műveletek kiinduló pontjául felhasználni.
Jackson 1862. január 1-jén indult el Winchesterből 9000 emberével, rendkívül enyhe, tavaszi időben. 2000 katonáját hátrahagyta Winchester környékének ellenőrzésére. Már az első éjszakán heves vihar tört ki, hóesést, szélvihart és jeget hozva. Jackson a rossz idő ellenére továbbhaladt és elfoglalta Bath-t, melyet Frederick W. Lander uniós dandártábornok, Rosecrans utóda kiüríttetett. Lander a marylandi Hancockig hátrált és a Hancocki ütközetben megakadályozta Jackson csapatainak átkelését Marylandbe. Jackson tüzérségi bombázása megsemmisítette a Baltimore – Ohio vasút pályájának részleteit. Eközben Kelley harcfelderítést végzett Winchester felé és Jackson milíciáját a Hanging Rock átjárónál könnyedén megverte és zsákmányul ejtette két lövegjüket. Ennek ellenére azonban Romneyból január 10-én visszavonult, így Jackson azt négy nappal később birtokába vehette. A következő cél a marylandi Cumberland lett volna, de a kemény tél teljesen lerombolta a hadsereg morálját, melynek katonái javarészt enyhébb, déli éghajlathoz szoktak, így terve füstbe ment. Jackson Loring hadosztályát Romneyban hagyta és január 24-én visszatért Winchesterbe a Stonewall dandárral és Ashby ezredével.
Január végén Loring hadosztályának elégedetlen tisztjei petíciót küldtek a hadügyminisztériumnak, melynek eredményeképpen a miniszter azzal az indokkal, hogy pozíciójuk elszigetelt, visszavonta a hadosztályt Romneyból. Jackson engedelmeskedett a parancsnak, de Richmond hatáskörébe való beavatkozása, valamint nehezen elért eredményei semmivé tétele elleni tiltakozásul lemondott. John Letcher virginiai kormányzónak január 31-én eljuttatott levelében azt kérte, hogy nevezze ki a VMI szuperintendánsává, s emellett a hadbíróság előtt vádat emelt Loring ellen. Korábbi parancsnoka, Johnston tábornagy és Letcher kormányzó nyomására Jackson visszavonta lemondását. A Loring ellen emelt vádakat ejtették, de minden nem virginiai alakulatot parancsnokukkal együtt kivontak és áthelyeztek a Shenandoah-völgyből máshová. Ezáltal Jackson ugyan megszabadult Loringtól, de egyszersmind erői kb. 4000 főre csökkentek, mely a hamarosan ellene induló hadjáratban végül Winchester feladásához vezetett. Az expedíció eredményeképpen noha Rosecrans Winchester bevételére vonatkozó célját meghiúsította, Nyugat-Virginia visszaszerzése sem sikerült.

### A Shenandoah-völgyi hadjárat

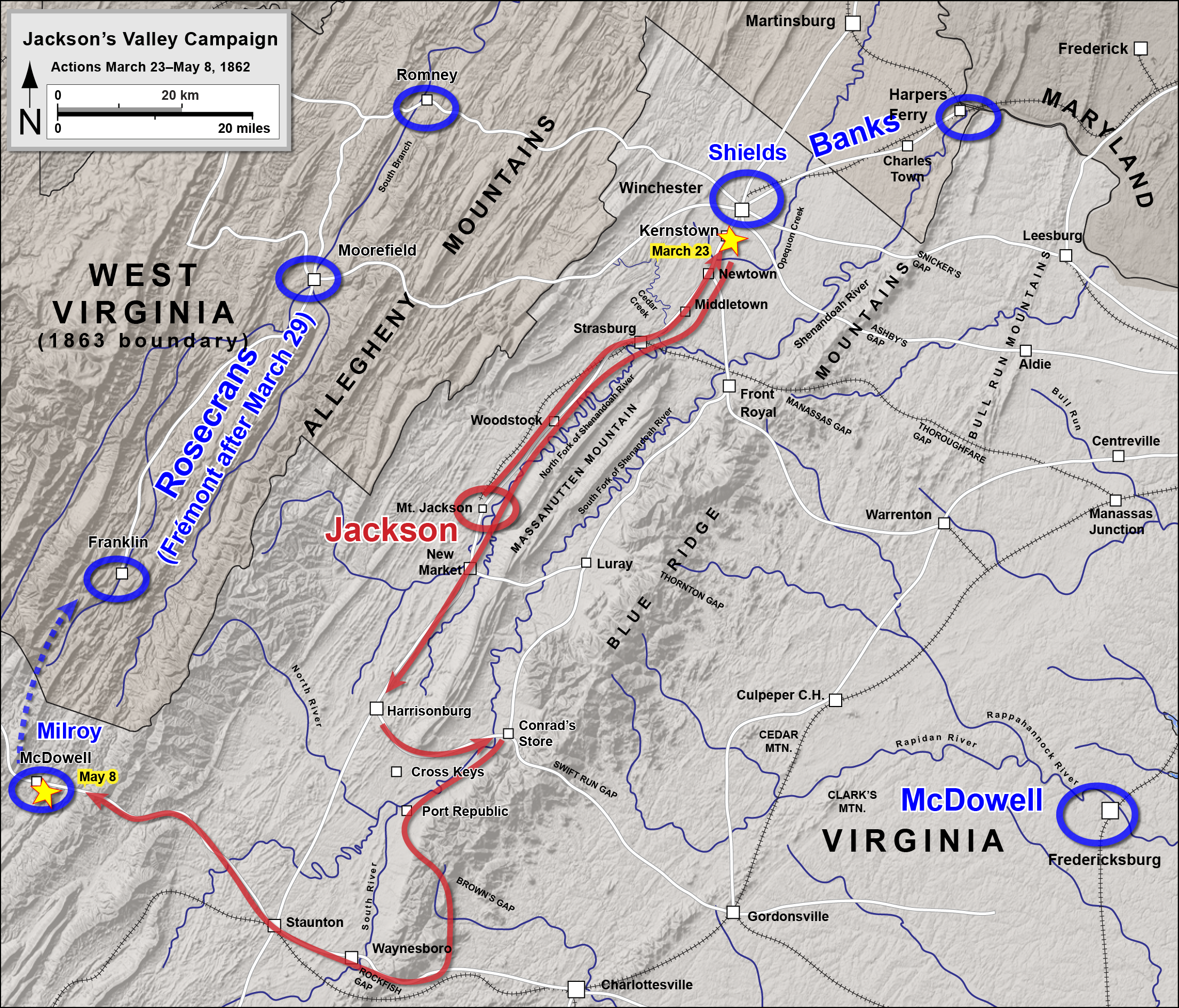
A Shenandoah-völgyi hadjárat térképe 1862. március 23-tól május 8-ig.

#### Visszavonulás délre
1862 tavaszán George B. McClellan vezérőrnagy Potomac hadserege Richmond felé közeledett a Virginia-félszigeti hadjáratban. Irvin McDowell vezérőrnagy hadtestének észak felől, Washingtonból kiindulva kellett hozzá csatlakozni a déli főváros elfoglalása érdekében, míg Nathaniel P. Banks vezérőrnagy hadteste a Shenandoah-völgyet fenyegette. Jackson műveleti területén le kellett győznie Banks erőit és megakadályozni, hogy McDowell csapatai megerősíthessék McClellant. A hadjáratot egy vereséggel kezdte, melyet az Első kernstowni ütközetben szenvedett le március 23-án. Értesülései alapján azt hitte, hogy az erők javának kivonása után egy kisebb hátramaradó kontingenst támad meg, de valójában James Shields teljes hadosztályát találta megrohamozni, mely kb. háromszoros létszámfölényben volt vele szemben. A hamar felismert hiba ellenére egy kőfal mögötti erős védőállásban kitartva megpróbálták a sebesült Shields helyett a taktikai parancsnokságot ellátó Nathan Kimball ezredes támadásainak ellenállni, de nem tudták feltartóztatni a túlerőt. Richard B. Garnett dandártábornok a háromfelől szorongatott és a lőszerből kifogyó dandárját visszavonta, elindítva az általános visszavonulást, melyet Jackson nem tudott megállítani. Ez volt Jackson egyetlen veresége a hadjárat folyamán. Kimball nem üldözte a menekülő délieket és a másnap elindított üldözést Banks hadtápproblémák miatt leállította.

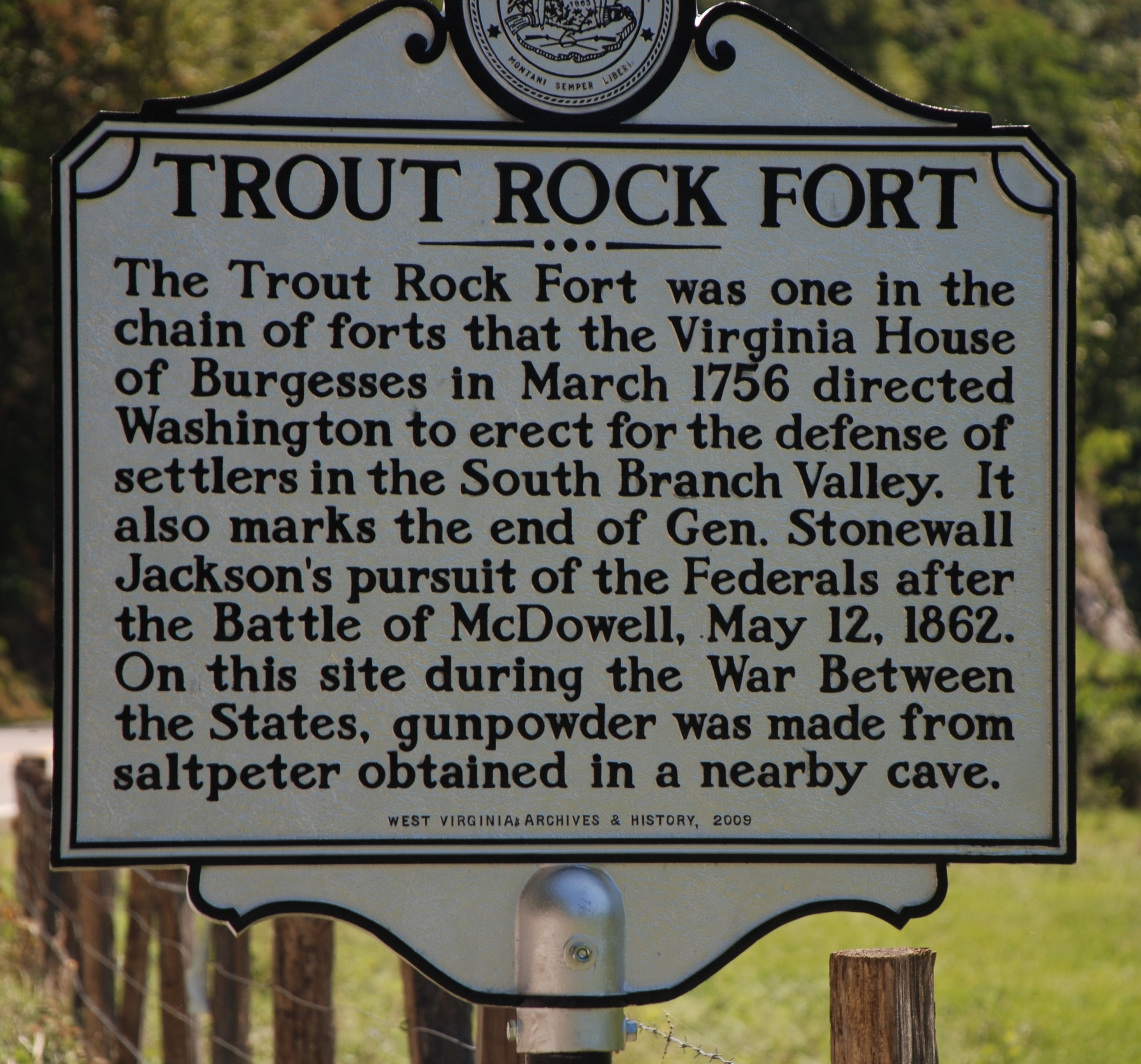
A tábla azt jelzi meddig üldözték Jackson csapatai a szövetségi erőket 1862. május 12-én a McDowelli ütközet után.

A taktikai vereség elősegítette a Konföderáció számára később kivívott stratégiai győzelmet, mert a váratlan és érthetetlen agresszív viselkedést Abraham Lincoln és a vezénylő tábornoki hatáskört gyakorló tisztikara úgy értelmezte, hogy Jackson a látottaknál sokkal nagyobb erőkkel rendelkezik, mellyel magához akarja ragadni a stratégiai kezdeményezést. Emiatt ragaszkodtak hozzá, hogy Banks csapatai a Shenandoah-völgyben elfoglalt állásokat védelmezzék és McDowell 30 000 fős hadtestét Fredericksburg közelében megállították. Így McClellan kb. 50 000 katonával kevesebbel rendelkezett támadásánál. A fegyelemről híres Jackson 1862. április 1-jén felmentette Garnettet a beosztásából és hadbíróság elé citálta annak vádjával, hogy kötelességét elhanyagolva utasítás nélkül rendelt el visszavonulást. Az augusztusban induló tárgyalást Lee közbenjárására elnapolták és soha nem fejeződött be. Garnett utódjául Jackson Charles S. Winder dandártábornokot nevezte ki. Jackson méltánytalan eljárása rendkívül ellenszenves volt tisztjei körében.
A kernstowni győzelem után Banks elfoglalta a Shenandoah-völgy legnagyobb részét, de Jackson mozgását helytelenül értelmezve azt hitte, hogy a Richmond felé tart, így a maga számára is ezt az utasítást kérte Washingtontól. Lincoln erre leválasztotta erejéről Shields hadosztályát, melyet Fredericksburghöz rendelt és Banks lecsökkent erőivel védelembe kellett vonulnia Strasburgnél. Jackson haderejét ezzel párhuzamosan Joseph E. Johnston tábornagy parancsára Richard S. Ewell vezérőrnagy 8500 fős és Edward "Allegheny" Johnson 2800 fős hadosztályát küldték segítségére, 17 000 főre növelve erejét.

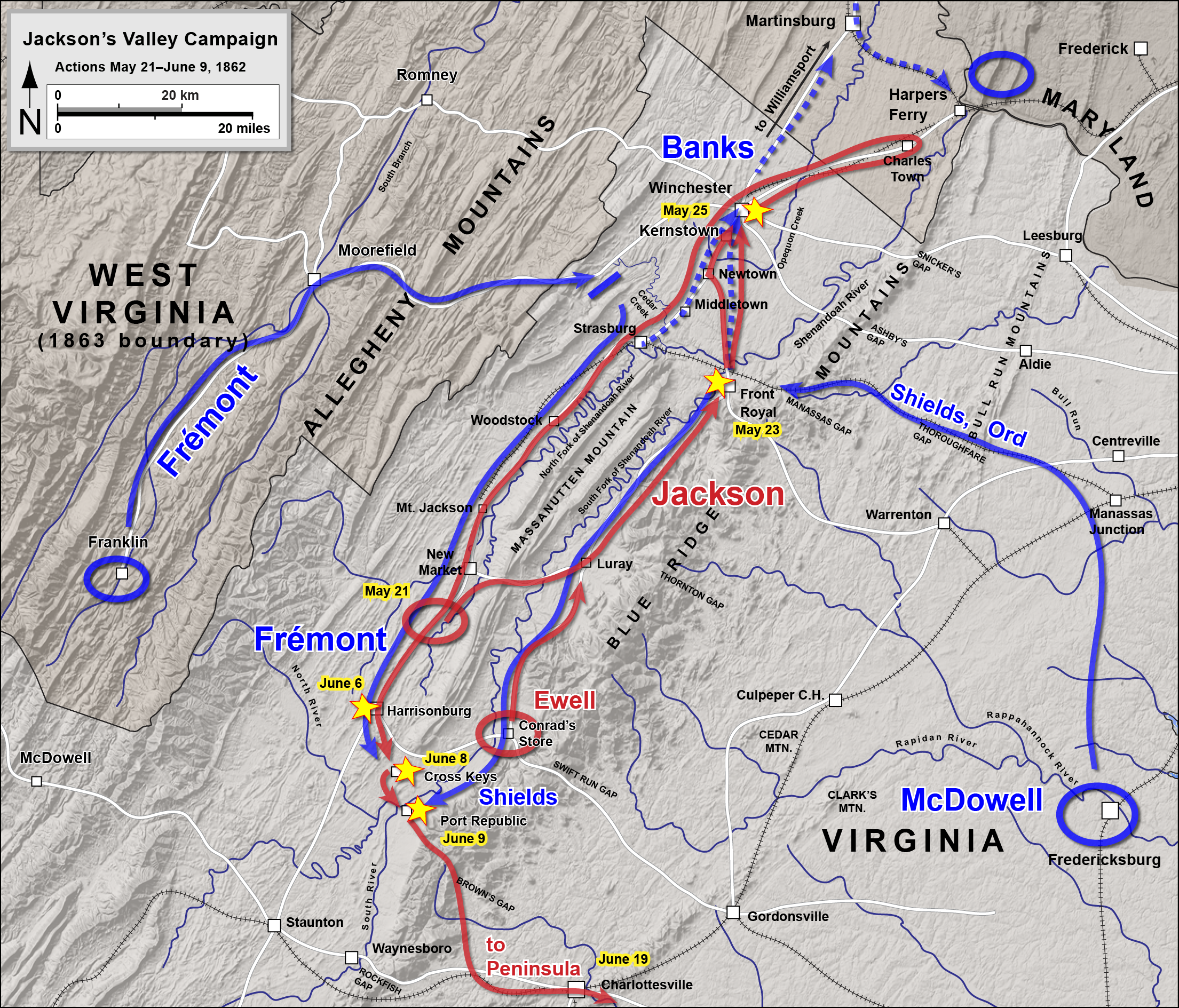
A Shenandoah-völgyi hadjárat térképe 1862. május 21-től június 9-ig.

#### Fordulópont McDowellnél
Jackson kelet felé való menetelése, mely megtévesztette Bankst kacskaringós úton és vasút segítségével Staunton alá vezetett. Innen 6000 katonájával egyesült Allegheny Johnson hadosztályával és a McDowelli ütközetben megverte Robert H. Milroy és Robert C. Schenck dandártábornokok 6500 fős csapattestét, akik a völgy déli végében levő Richmonddal való vasúti összeköttetését fenyegették. Jackson erői egy közeli dombot elfoglalva magaslatról fenyegették a szövetségi csapatokat. Milroy és Schenck nem látta át, hogy a magaslatra nem lehetett tüzérséget telepíteni a sűrű erdő miatt és így a fenyegetést túlértékelve maguk indultak rohamra. A támadást heves küzdelemben visszaverték a déli csapatok, de eközben nagyobb veszteségeket szenvedtek, mint maga a támadó fél. Az uniós erő felgyújtott erdőt és szállítószekereket hátrahagyva Franklinig vonult vissza és védelmi állást épített ki. Jackson katonáihoz kommünikét intézett, mely szerint fegyvereik a Mindenható isten áldásával vívták ki a győzelmet, majd erőltetett menetben északra masírozott és Banks ellen fordult.
Joseph E. Johnston ekkor vélve, hogy a Shenandoah-völgyben a helyzet javult, vissza akarta kapni Ewell hadosztályát; Jackson a parancsát Robert E. Leehez és Davis elnökhöz fordulva semlegesítette. Ezután először a Banks hadseregét ellátó Manassas-vasútvonalat biztosító helyőrséget a Front Royal-i ütközetben megverte és megadásra kényszerítette, majd Winchesternél megverte és kiszorította a völgyből a kétszeres létszámfölényére fittyet hányó Banks hadseregét. Csapatai annyi ellátmányt és felszerelést zsákmányoltak, hogy a katonák Bankst mint saját hadtápkomisszárjukat kezdték emlegetni. Lincoln utasítására a Virginia-félszigeti hadjárat helyett a Jackson elleni küzdelem vált elsődleges fontosságúvá, amely pontosan egybevágott parancsaival, miszerint le kell kötnie a szövetségi erőket és nem engedni őket Richmond ellen vonulni. Irvin McDowell továbbra sem mozdulhatott Fredericksburg alól, viszont 20 000 katonát kellett indítson Front Royal felé, Nyugat-Virginiában pedig John C. Frémont vezérőrnagy erőit Harrisonburgbe vezényelték. E két hadsereg Strasburgnál való találkozása esetén Jackson menekülési útját elvágják a völgyből.

#### Kitörés a kutyaszorítóból
Jackson 10 km-re közelítette meg Harper's Ferryt, miközben a háta mögött kb. 35 000 szövetségi katona igyekezett elvágni visszavonulása útját. Mikor május 28-án értesült erről, a sietve visszafordulás helyett négy óra gyakorlatozást rendelt el értetlenkedő csapatai számára. Egy táborába érkezett kongresszusi képviselőt azzal az üzenettel küldött Richmondba, hogy amennyiben lehetséges erőinek 40 000 főre növelése, akkor a hadműveleteket nem csak a Potomacig tudja Richmond közeléből elvonni, de hamarosan a Susquehanna folyóig. A visszavonulás ugyanolyan erőltetett menetben történt, mint a Front Royalig való előrenyomulás. Strasburgtól kb. 20 km-re délre a szekérsor mozgása megakadt és az azt beérő első gyalogdandár csapataival összekeveredett. Az általuk okozott közlekedési káosz lebírhatatlannak nézett ki. Jackson lehordta a dandár parancsnokát: „Ezredes! Miért nem szedi össze az egységet, tartja egyben és halad tovább?! Tábornok úr, ez lehetetlen – felelte az erre. – Ne mondja, hogy lehetetlen, vagy adja át a parancsnokságot a helyettesének, és ha az sem képes rá, hát találni fogok valakit, aki képes, még ha a közlegények közül kell is kiemelnem!”
Shields üldöző erőit az utóvédharcok egyike során szinte kivétel nélkül lelőtték a hátvédek képező virginiai ezred katonái. Aznap este a harcot irányító J. M. Patton ezredes jelentést tett Jackson sátrában, kifejezve sajnálatát, hogy a lovagias ellenféllel ilyen brutálisan kellett elbánnia. Jackson a jelentés végén hozzá fordult. „Ezredes, miért mondta, hogy sajnálattal vette azoknak a szövetségi katonáknak az elestét?” A tisztet meglepte, hogy Jackson nem mutat semmilyen érzékenységet a lovagiasság iránt és azt felelte, hogy csodálta a bátorságukat és remélte, hogy az életüket megmentheti. „Nem, ezredes – utasította Jackson szárazon. Maga csak lője le az összeset. Nem akarom, hogy bátrak legyenek.” Port Republicba érkezve kézbesítették a postát, melyben újságok is voltak. Jackson az őt messzemenően dicsérő cikkek hatására teljesen abbahagyta az újságolvasást, nehogy a fejébe szálljon a méltatás. A Massanutten-hegyek déli végébe manőverezve kihasználta, hogy a két ellenséges erő a hegyek két oldalán dél felé vonulva nem volt képes egyesülni. Június 8-án Ewell a Cross Keys-i ütközetben részben csapdába csalta Frémont elővédjét és visszaverte kétszeres túlerőben levő haderejét. Másnap Jackson mindössze egy megerősített dandárt hagyott Frémont útjában, a többivel pedig a Port Republic-i ütközetben szétverte Shields hadosztályának két dandárját. A veszteségek hatására a két szövetségi haderő észak felé vonult vissza.
Meglepetésre és manőverezésre építő hadjárata tananyaggá vált a katonai akadémiákon. Jackson 48 nap alatt 1040 km-t menetelt és összesen 17 000 főre tehető erejével öt jelentős győzelmet aratott az összesen kb. 60 000 főt kitevő ellenséges erőkkel szemben. Jackson igen gyors menetelési sebessége miatt csapatait gyalogos lovasságnak hívták. Ennek azonban az volt az ára, hogy katonáival szemben szokatlan érzéketlenségről tett tanúbizonyságot; végsőkig elgyötört és kifáradt emberek számára mint haszontalan eszközök tűntek föl, vagy legalábbis viselkedéséből erre következtettek. Mikor egy hiányzó futára után érdeklődött, s megmondták neki, hogy a fiú elesett, mikor harc közben parancsait továbbította, annyit felelt: „nagyon dicséretes”, s folytatta munkáját. A profanitásból ki nem fogyó Ewell „lelkes fanatikus”-nak hívta. Kiszámíthatatlansága megőrzése és a titoktartás végett tisztjeit rendszeresen teljes homályban hagyta hadműveletei értelmét illetően, de ettől függetlenül feltétlen engedelmességet követelt tőlük. Mivel a háború ezen időszakában a konföderációs erőket kudarc kudarc után érte, Jackson sikerei folytán a sajtó a déliek legünnepeltebb katonai vezetőjévé emelte és jelentősen növelte a Konföderáció morálját. A Shenandoah-völgyi hadjárat végére katonái megtanulták szeretni az excentrikus tábornokot és „Most levetetjük vele a fejfedőjét!” felkiáltással éljenezték jártában-keltében.

### A Virginia-félszigeten

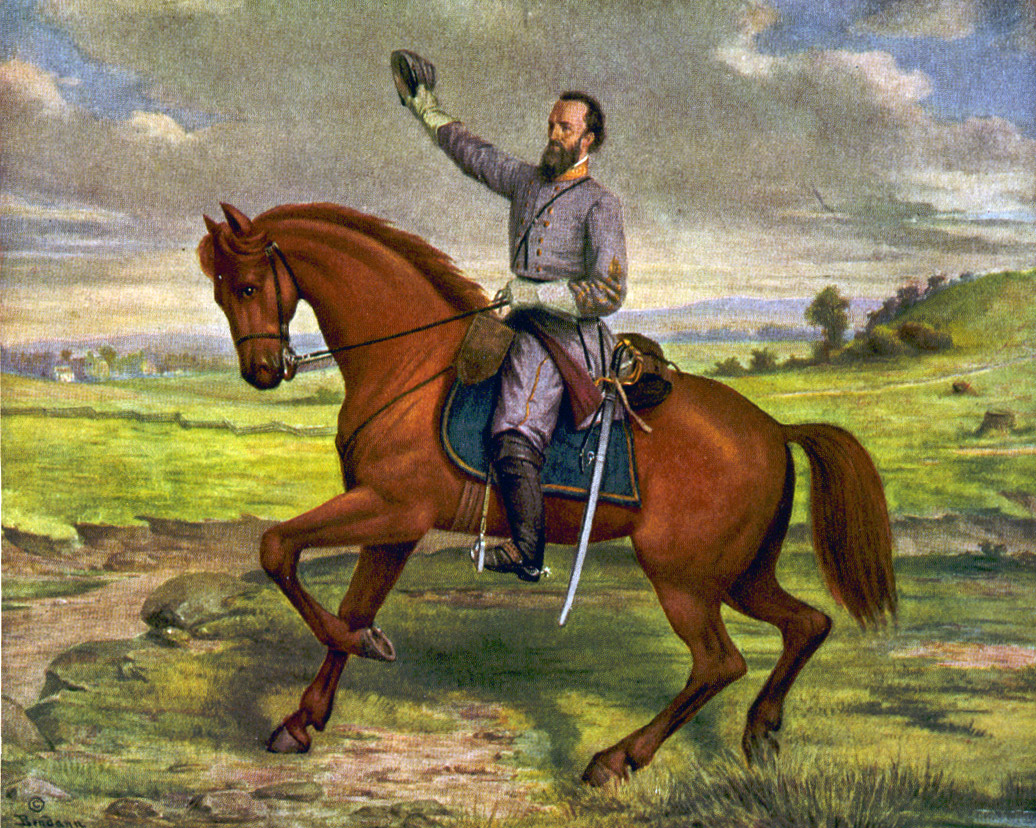
Jackson és Kis Sorrel, az eredetileg a felesége számára kiválasztott ló, David Bendann festménye.

A Potomac hadsereg előrenyomulása a Virginia-félszigeti hadjáratban az 1861. május 31-i Seven Pines-i ütközet után megtorpant. Johnston támadás közbeni megsebesülése után Davis Lee kezébe helyezte az Észak-Virginiai hadsereget. Lee a június közepi shenandoah-völgyi összecsapások után a főváros védelmére hívta Jackson alakulatait. A Blue Ridge-hegység alagútján át vezető Virginia Central-vasútvonal révén Jackson Hanover megyébe szállította csapatait, akiknek a Potomac hadsereg frontján való megjelenése meglepetést és kétségbeesést okozott. Az uniós jelentések szerint ezek a csapatok nem hagyták el a Shenandoah-völgyet és a létszámukat erősen eltúlzó felderítési adatok miatt McClellan aggodalmai jelentősen megnőttek. Ez nagyban hozzájárult, ahhoz, hogy a Hétnapos csata második napján, a Mechanicsville-i, vagy más néven Beaver Dam-pataki ütközetet követően McClellan hadserege a visszavonulás és az ellátóbázis áthelyezése mellett döntsön. A James-folyó partján, Harrison's Landingig tartó visszavonulás lényegében véget vetett a Virginia-félszigeti hadjáratnak és életben tartotta a déli reményeket a háború megnyerésére.
Jackson csapatai jól harcoltak a Hétnapos csata ütközeteiben, de Jackson maga gyengén teljesített. Freeman R.E. Lee c. munkája második kötetének 247. oldalán az írja: „... Jackson minden mérték szerint leszerepelt a Hétnapos csatában. Ezt részben a helyismeret hiánya és azon parancshoz való ragaszkodása okozta, mely szerint a többi hadosztályparancsnokkal való megbeszélésekig nem bocsátkozhat küzdelembe.” Robert Toombs, a Konföderáció külügyminisztere azt írta: „Stonewall Jackson és csapatai szinte semmit sem tettek a Chickahominy környékén vívott ütközetekben.” A mechanicsvillei ütközetbe későn érkezett meg és harc helyett éjszakára való letáborozást rendelt el, miközben a küzdelem hallótávolságon belül folyt. A Gaines' Mill-i ütközetben újra elkésett és rossz helyen tartózkodott, majd a Savage's Stationnél újra elkésett. A White Oak-mocsári ütközetben nem kelt át a patak gázlóin, hanem órákat töltött azzal, hogy megjavítsa a hidat, mely oda vezetett, hogy a részvétele végül mindössze hatástalan tüzérségi bombázásban merült ki. A Malvern Hill-i ütközetben részt vett a gyalogsága, de a beásott uniós gyalogság és tüzérség ellen részenként végrehajtott ötlettelen és reménytelen rohamok csak nagy veszteségeket okoztak. Jackson nem sok hajlandóságot mutatott a helyzetet jobban felmérő D. H. Hill és mások tanácsára hallgatni. A hibák hibára halmozásának okát a történészek általában abban keresik, hogy Jackson fizikailag teljesen kimerült a Shenandoah-völgyi hadjárat fáradalmaiban és főleg az alváshiány miatt. A völgyből a félszigetre vezető gyilkos menetelés és a vasúti szállítás teljesen kikészítette mindannyiukat. D. H. Hill emellett azt a tetszetős magyarázatot tette közzé, miszerint: "Jackson géniusza mások irányítása alatt soha nem csillant föl."

### Az Észak-Virginiai hadjáratban

#### A Cedar Mountain-i ütközet

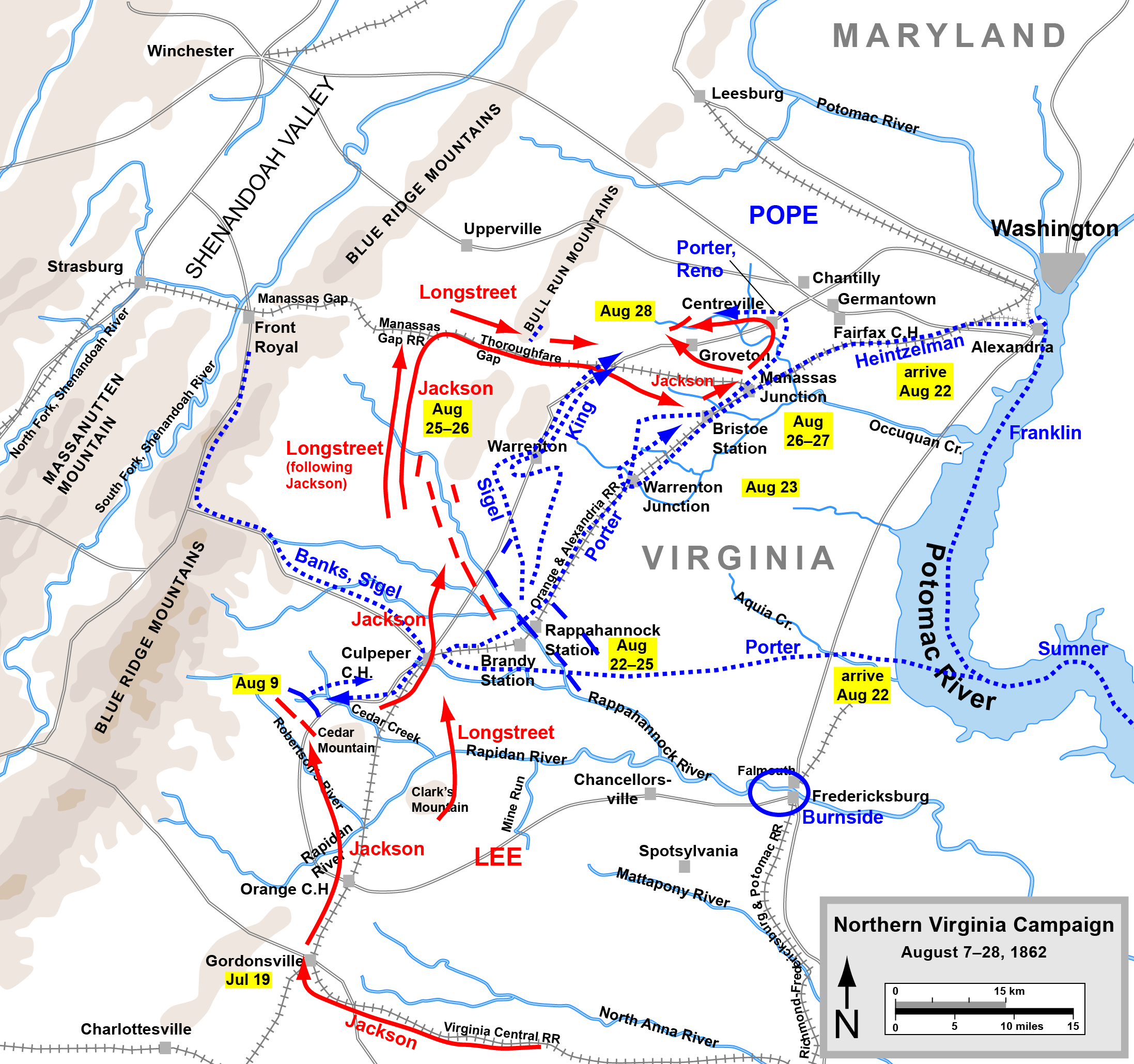
Az Észak-Virginiai hadjárat, 1862. augusztus 7-től augusztus 28-ig.

Lee elégedetlen volt Jackson teljesítményével, ezért a Virginiai-félszigeti hadjáratot lezáró Malvern Hill-i ütközet után Longstreet nyolc hadosztálynyi erő fölött kapott szárnyparancsnokként irányítást, míg Jackson csak az eredeti kettőt tarthatta meg, a Charles S. Winder vezette Stonewall hadosztályt és Ewell hadosztályát. A. P. Hill kis híján párbajig fajuló vitába keveredett Longstreettel és nem voltak többé képesek együttműködni egymással, ezért Lee Hill hadosztályát Jackson alá rendelte. A harrison's landingi sáncok mögül kimozdulni nem akaró Potomac hadsereg felől nem érzékelve veszélyt Lee elhatározta, hogy a Shenandoah-völgy déli felében komótosan alakulgató Virginiai hadsereg ellen kezdeményez műveletet. Július 13-án a Jeb Stuart lovashadosztályával kiegészített Jackson szárnyát küldte a John Pope vezérőrnagy irányítása alatt három különálló erőből egyesülő hadsereg ellen. Pope lovasságot küldött Gordonsville elfoglalására, ahol a Virginia Central és az Orange-Alexandria vasútvonalak keresztezték egymást. A körülményeskedő John P. Hatch dandártábornok vezette lovasság azonban július 19-én már Stonewall Jackson erőit találta Gordonsvilleben. Pope augusztus 6-án Culpeper megyébe nyomult. Jackson meg akarta előzni, hogy Pope mindhárom hadtestét összevonva megtámadja Gordonsville-t, így másnap északra indult, hogy elbánjon Banks hadtestével. Banks azonban bosszúra szomjazott a Shenandoah-völgyben elszenvedett vereség után és a várttal ellentétben a létszámhátránya ellenére nem vonult megerődített állásokba és rendezkedett be védelemre, amig Franz Sigel hadteste a segítségére siet, hanem maga lendült támadásba a kb. kétszeres létszámfölényű konföderációs csapatok ellen.
Vakmerősége kis híján kifizetődött. A Cedar Moutain-i ütközetben Winder dandártábornok halálos sebet kapott egy srapneltől és a hadosztályparancsnokságot átvevő William B. Taliaferrónak halvány fogalma sem volt Jackson szokás szerint titkolt elképzeléseiről. Mire a sorokat rendezték, lendületes uniós támadás indult mindkét szárny ellen és Samuel W. Crawford dandártábornok messzemenően sikeres oldaltámadása felgöngyölítette Taliaferro egész hadosztályát. Jackson személyesen sietett a kritikus helyre. Először kardját kirántva akarta kitartásra inspirálni katonáit, de az belerozsdásodott a hüvelybe, úgyhogy Jackson az egészet lecsatolta a derékövéről és hüvelyestül a feje felett lengetve igyekezett megállítani a futást. Ezután egy visszavonuló zászlóstól elragadta a lobogót és a magasba emelve kiáltozva maga mellé sorakoztatta a katonákat. A Stonewall dandár ellentámadása megállította a nagyot teljesítő Crawford dandár előretörését és időt adott a megfutott katonák újrasorakozására. Időközben megérkezett A. P. Hill hadosztálya is és kitöltötte a hézagos sorokat és érvényesülni kezdett a déli létszámfölény. Hill és Ewell ellentámadása megfutamította a kimerült és lőszeréből is jórészt kifogyott Crawford dandárt, melyet általános szövetségi visszavonulás követett. Jackson Grumble Jones lovasságával este tíz óráig üldöztette a menekülő ellenséget és kis híján foglyul ejtette a vonalak mögött másfél kilométerre tartózkodó Pope-ot és Bankst. A vereség következtében egy újabb shenandoah-völgyi katasztrófa rémképétől kísértett Henry W. Halleck vezénylő tábornok leállíttatta Pope offenzíváját, így Jackson bátor akciója megint többszörös létszámfölényben levő ellenséges csapatok támadását hiúsította meg.

#### A második manassasi csata
Miután bizonyosságot szerzett róla, hogy McClellan hadtesteit egymás után kivonják a Virginia-félszigetről, Lee augusztus 13-án Longstreet hadtestét is Jacksoné után indította és augusztus 15-én Gordonsville-be érkezett. Az észak-virginiai hadsereget a Clark-hegytől délre koncentrálta és azt tervezte, hogy Stuart lovasságát Pope vonalai mögé küldve megpróbálja egy szárnytámadással megsemmisíteni a szövetségi csapatokat, mielőtt McClellan hadtestei megérkezhettek volna Washington irányából. Pope lovassága egy portya során meglepte Stuart táborát és megszerezte a haditervet, majd augusztus 20-21-én Pope visszavonult a Rappahannock-folyó mögé, meghiúsítva a bekerítést. Stuart augusztus 22-i ellenportyája kiderítette, hogy az uniós jobbszárny megkerülhető és hogy a szövetségi haditerv szerint a beérkező erősítések hamarosan 130 000 fősre növelik a virginiai hadsereg létszámát. Egy új hadjárati tervre lett tehát szükség.
Lee hadosztályparancsnokai közül Jacksont általában a merész és támadókedvű vezetőként jellemzik, míg James Longstreetet mint a védekező stratégiát szorgalmazó és kivitelező ellentétét kategorizálják. A közkeletű hasonlat szerint Jackson volt a hadsereg pörölye, míg Longstreet az üllő. 1862 augusztusában, az észak-virginiai hadjárat folyamán a szerepkörök megfordultak. A Jacksonnak utasításba adott manőver mélyen a Virginia hadsereg hátába vezette erőit. A Hotchkiss-napló tanúsága szerint eredetileg Jackson ötlötte ki a műveletet. A napló 1863. március negyedikei és hatodikai bejegyzései szerint Stuart azt mondta Hotchkissnak, hogy „Jacksont illeti minden elismerés” a műveletért, valamint Lee a javasolt műveletet igen kockázatosnak tartotta és csak vonakodva engedélyezte. Jackson augusztus 25-én indult el óriási menettempóban a Blue Ridge-hegyek takarásában és még aznap éjjel elérte Salemet (ma Marshall). Augusztus 26-a éjjelén a Thoroughfare-hasadékon át rátört az Orange-Alexandria vasútra a Bristoe állomásnál és 27-én hajnalhasadta előtt elpusztította a Manassas-kereszteződésnél levő uniós hadtápdepót, illetve Stuart elvágta a Washingtonba vezető távíróvonalakat. A meglepő támadás miatt Pope jól védhető állásainak elhagyására kényszerült. Augusztus 27-én Jackson megszalasztotta a Washington felől gyanútlanul közeledő VI. hadtest New Jersey dandárát a Bull Run-hídjánál, és halálosan megsebesítette annak parancsnokát, George W. Taylor dandártábornokot. Ewell hadosztálya a Kettle-pataknál halogató harcot vívott Joseph Hooker vezérőrnagy hadosztályával. Ewell estig feltartotta az uniós erőket és 28-ra virradó éjszaka Jackson az első Bull Run-i csata helyszínétől északra levő befejezetlen vasútvonal töltéséhez vezette hadosztályait. Eztuán Pope visszavonuló hadoszlopainak megtámadásával kiprovokálta, hogy az csatába bocsátkozzon ellene. Augusztus 29-én a Második Bull Run-i csata kezdetén Pope ismétlődő rohamokat vezényelt Jackson sáncok mögé húzódott erői ellen, mialatt Longstreet öt hadosztálya követte Jackson útvonalát a Thoroughfare-hasadékon keresztül. Jackson erői a rohamokat heves harcok közepette visszaverték, majd augusztus 30-án Longstreet megindította az ellentámadást, amely a szövetségi hadsereg legnagyobb részét megszalasztotta. Jackson a védekezést nagy szakértelemmel hajtotta végre, de az ellentámadásban pihent második vonala csak késve vett részt, így nem sokat tettek hozzá az uniós veszteségekhez, és Lee fő hadműveleti célját, a Potomac hadsereg teljes megsemmisítését sem érték el.

#### Chantilly (Ox Hill-i) ütközet
A Centreville-ig visszavonuló Pope-ot a vezénylő tábornokon keresztül eljuttatott elnöki parancs megállította. Lee azonnal igyekezett kihasználni a lehetőséget és a Potomac hadsereget azelőtt megsemmisíteni, hogy visszaérhetne Washington erődjeinek biztonságába. Utasította Jacksont, hogy csapataival kerüljön Pope jobbszárnya mögé. Stuart lovassága vezette az oszlopot és kémlelte a vidéket, míg Longstreet hadteste azt igyekezett elhitetni az ellenséggel, hogy Lee egész hadserege a látókörükben maradt. Jackson erői észak felé tértek ki, majd keletre fordultak és az akkori Germantown felé igyekeztek, ahol a Pope által használt Warrenton vámút és a Little River vámút összeért. Az éhes és lerongyolódott katonák lassan haladtak, majd éjszakára a Pleasant-völgyben ütöttek tábort, Centreville-től mindössze 5 kilométerre északkeletre. Pope augusztus 31-én este még nem volt tudatában a rá leselkedő veszélynek. Éjjel azonban egy törzstisztje Germantown felé nagy létszámú lovasságot jelentett, majd órákkal később két uniós lovas nagy létszámú, kelet felé menetelő gyalogságot talált a Little River vámúton. Pope lefújta a Longstreet állásai ellen tervezett támadást és visszavonulást rendelt el Washingtonba, mellyel párhuzamosan gyalogsági harcfelderítéseket indított az utakon. Másnap az éhes és fáradt déli katonák folytatták az előrenyomulást, de délután 3 órakor beleütköztek a feltartásukkal megbízott Isaac Stevens dandártábornok két dandárjába. Stevens létszámhátránya ellenére támadásba lendült Alexander Lawton dandártábornok hadosztálya ellen. A támadás sikeresen indult, de Jubal A. Early dandárjának ellenlökése visszavetette, majd 5 óra felé Stevenst fejbelőtték és meghalt. Philip Kearny Stevens után induló hadosztálya már felbomlóban találta az uniós alakulatokat és az elöl haladó David B. Birney dandárjának támadásba vetésével akarta stabilizálni a helyzetet. A zuhogó esőben elázó puskapor miatt kézitusában küzdő katonák között Kearny túllovagolt saját katonáinak vonalán és őt is lelőtték. Birney az érkező másik két dandárt utóvédharcba parancsolva kimentette a megvert alakulatokat és visszavonult. Jackson megkerülő manőverét az uniós ellentámadás elakasztotta, ỉgy a Potomac hadsereg megsemmisítése lehetetlenné vált.

### A Maryland hadjáratban

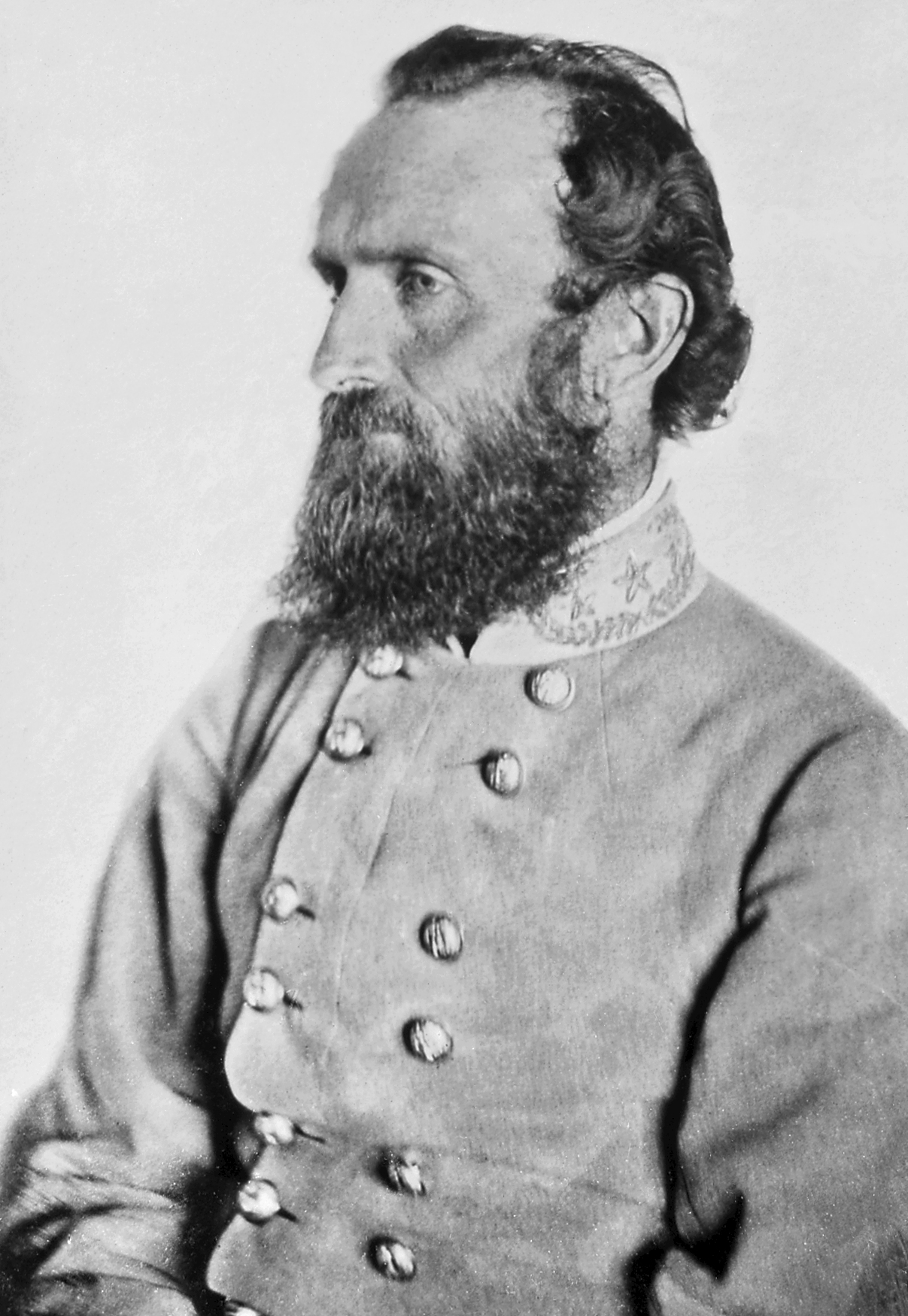
Jackson chancellorsville-i képen, melyet Spotsylvania megyében egy farmon készítettek 1863. április 26-án, hét nappal a Chancellorsville-i csata előtt.

Mikor Lee az Észak-Virginiai hadsereggel betört Marylandbe és elfoglalta Fredericket, rájött, hogy a vártakkal ellentétben a Harper's Ferryben és Martinsburgben levő uniós helyőrségeket nem ürítették ki, hanem az előbbiben vonták össze. Elhatározta, hogy Longstreet hadtestével lassan északnyugat felé mozog, miközben Jackson hadtestét a helyőrségek eliminálására küldi. Jackson egy távolabbi gázlót használt a Potomacen való átkelésre, és csak szeptember 14-én este ért Harper's Ferry alá, de szeptember 15-én a felvonultatott tüzérsége bombázásának hatására több mint 10 000 csapdába esett szövetségi katona adta meg magát. A második világháborúban bekövetkező Fülöp-szigeteki megadásig ez volt a legnagyobb létszámú fegyverletétel, melyre az USA csapatai valaha kényszerültek. A csapatok nagy mennyiségű élelmiszerre, hadianyagra és egyenruhákra lelt, mely lerongyolódott és éhes és ellátatlan katonáinak felettébb kapóra jött és amit nem tudtak elvinni, vagy megenni, azt elpusztították. A foglyokat A. P. Hill hadosztályára bízva Jackson sietve visszaindult a Potomac gázlói irányába, hogy a McClellan által szorongatott Longstreet hadtestnek segítségére siessen.
Szeptember 16-án első egységei már Sharpsburg alá értek, így Lee megkísérelhette az Antietami csatában való ellenállást, mielőtt kiszorult volna Marylandből. A szeptember 17-én hajnalban elkezdődő, rendkívül véres csatában a Jackson által védelmezett balszárny szenvedte el Joseph Hooker vezette kezdeti támadást. Az uniós hadsereg összességében másfélszeres-kétszeres létszámfölényben volt, de a hajnali támadásban közel azonos nagyságú erők csaptak össze és Hooker hadteste kb. két óra alatt úgy szétzúzta Jackson védelmét, hogy már a teljes hadseregtartalékot kellett ellentámadásba vezényelni a megállításához. Lee irányítása alatt a hadsereg Longstreet kiváló védekezésével kihúzta a nap végéig, de ehhez az is kellett, hogy Jackson hadosztályai egymás után érkezzenek meg Harper's Ferry felől. Legutolsónak A. P. Hill hadosztálya érkezett a délután közepén és újonnan felöltött kék egyenruhájában menetből oldalba támadta a végső csapást megadni készülő, Ambrose Burnside vezette IX. hadtest csapatait. Az oldalról érkező, északinak tűnő csapatok rohama valószínűleg a megsemmisüléstől mentette meg az Észak-Virginiai hadsereget. Lee két nappal később visszahúzódott Virginiába és a hadjárat véget ért. Október 10-én Jacksont altábornaggyá léptették elő, de annak hatályba lépése egy nappal későbbre lett datálva Richmondban annak érdekében, hogy Longstreet lehessen a rangidős kettőjük közül. Eddigi szárnyparancsnoki beosztása ekkor vált hivatalosan hadtestparancsnokivá, mely lényegében ugyanazokat a feladatokat foglalta magába.
Hogy Jackson valójában nem volt híján a humornak, azt Henry Kyd Douglas egy anekdotája érzékelteti. 1862 őszén valamikor egy éjszaka Jeb Stuart és Jackson közös szálláson aludtak. Stuart késő éjjelig lóháton volt és csak azután érkezett, hogy Jackson már lefeküdt. Stuart mindössze a szablyáját oldotta le és máris bedőlt a közös ágyba, de nyugtalanul aludt és éjszaka lehúzta Jackson összes takaróját. Mikor a reggeli tűzrakásnál üdvözölték egymást, Jackson úgy szólt: „Stuart tábornok, [...] néha talán jobb időpontot szokott választani a látogatásához, de mindig öröm Önt látni. De kérem, soha többet ne másszon lovaglócsizmában az ágyamba és sarkantyúzzon engem álmában, miközben éjszaka a hátamon lovagol.”

### Fredericksburg
A Potomac hadsereg irányítását november elején Ambrose E. Burnside vette át azzal az utasítással, hogy indítson lendületes támadást az Észak-Virginiai hadsereg ellen. Burnside okulva a Pope-ot ért katasztrófa tanulságaiból ehhez nem merte az Orange-Alexandria vasútvonalat használni, mert attól tartott, hogy a Shenandoah-völgyben tartózkodó Jackson hadteste megint rajtaüt a Manassas kereszteződés depóján, vagy oldalba támadja csapatait. Ezért megtévesztő mozdulatok mellett Fredericksburghöz irányította csapatait és megkísérelt átkelni a Rappahannock-folyón, majd a Richmond-Fredericksburg-Potomac vasútvonal birtokában előretörni. A műveletet Lee viszonylag későn fedezte fel és csak 1862. november 26-án üzent Jacksonért, de az már november 22-én előre látta, hogy mi fog történni és erőltetett menetben, napi kb. 30 km-t haladva elindult Winchesterből dél felé. November 29-én elérte Lee főhadiszállását és hadosztályait a folyó mentén Fredericksburg alatt helyezték el az átkelőhelyek védelmében. D. H. Hill hadosztálya a kb. 30 km-re levő Port Royalnál foglalt állást, Early hadosztálya tíz kilométerrel közelebb, Skinker's Necknél, A. P. Hillé pedig a Belvoir-ház körül, a várostól kb. tíz kilométerrel délkeletre, végül Taliaferróé a Richmond-Fredericksburg-Potomac vasút mentén, a Guinea állomástól hat kilométerre délre.

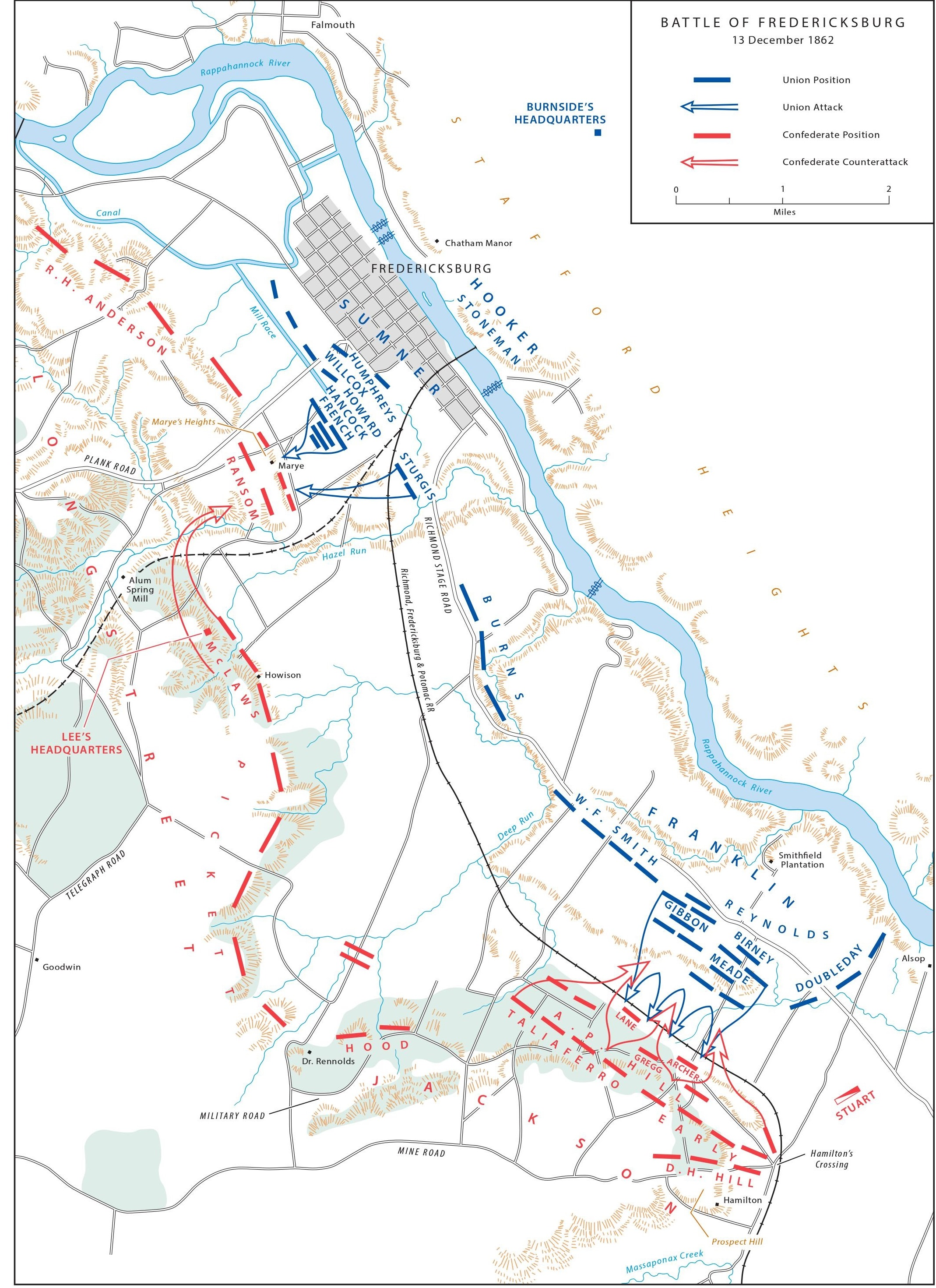
A Fredericksburgi csata térképe. A jobb oldalon látható a Jackson hadtestének harca.

Burnside eredetileg Fredericksburgtől keletre, Skinker’s Necknél akart átkelni, de az uniós folyami naszádok jelenléte miatt a közelbe rendelt Early és D. H. Hill hadosztályának mozgását az uniós léghajós őrszemek észlelték. Burnside jelentésükből arra a következtetésre jutott, hogy Lee megsejtette a tervét; ennek alapján elrendelte az átkelést közvetlenül Fredericksburgnél. William B. Franklin vezérőrnagy kb. 60 000 katonája december 11-én délután és 12-e egész nap a Rappahanncokkon való átkeléssel foglalatoskodott. December 13-a kora reggelén Jackson megbizonyosodott, hogy a harc Fredericksburgnél fog kibontakozni és Early valamint D. H. Hill hadosztályát a városhoz rendelte, melytől délre húzódott a konföderációs védelmi vonal. December 13-án Burnside zavaros parancsot küldött a hadserege balszárnyának, mely ellentmondott a korábban ismert haditervnek. Franklin ennek alapján úgy döntött, hogy mindössze három hadosztálya támadja meg a Jackson védte magaslatokat. Ebből csak kettő kísérelte meg a parancs kivitelezését. Jackson fő tüzérségi ütegei hallgattak a délelőtt ködbe burkolózó csatatéren, de mikor a köd felszállt, az uniós katonák a Prospect Hillről közvetlen tüzet kaptak lövegeiből. George G. Meade vezérőrnagy támadása céljától kb. fél kilométerre majdnem két óra hosszára leragadt a tüzérség miatt.
Meade csapatai kb. 13 órakor előrenyomultak. Jackson 35 000 katonája rejtve maradt annak a fás dombnak a gerince mögött, ahova Meade katonái igyekeztek felkapaszkodni. Bár a déli állások viszonylagosan erősek voltak, mégis hiba csúszott elhelyezésükbe. A. P. Hill hadosztályának vonalában egy háromszögletű erdős rész átlógott a vasút vonalán. Ez a kb. 500 méteres, sűrű aljnövényzettel benőtt, süppedős terep lyukként tátongott két déli dandár között és Maxcy Gregg dandárja a nyílás mögött vagy 400 méterre fegyvereket és utánpótlást rakodott. A résbe két uniós dandár hatolt be és jobbra, illetve balra fordulva oldalba támadták James H. Lane és James J. Archer dandártábornokok dandárjait. A kitáguló nyíláson újabb uniós dandárok áramlottak a magaslat teteje felé, majd megtámadták Gregg katonáit. Közülük sokan az uniós tüzérség csapásai elől fedezékek mögé húzódva gúlába állították a fegyvereiket és nem számítottak rá, hogy gyalogsági támadás fogja érni őket. Sokan megadták magukat, vagy elestek az ellenség tüzében, a maradékuk pedig megfutott a csatatérről. Gregget annyira váratlanul érte a támadás, hogy először azt hitte, menekülő déli bajtársak közelegnek felé, és nem engedte, hogy emberei lőjenek rájuk, így mivel az első vonal előtt tartózkodott hamar leterítette egy lövés, melybe két nappal később belehalt. A hadtest tartaléka, valamint Early és Taliaferro hadosztályainak egyes egységei a beszakadt vonal irányába támadtak, majd ezt látva a rés két szélén védekező dandárok is újra vonalba fejlődtek, és feltartóztatták az ellenséget. Emiatt a résbe betört uniós katonákat immár háromfelől lőtték, és támogatás híján nem tudtak ellenállni ennek a nyomásnak.
Meade jobb oldalán John Gibbon hadosztálya fél órával Meade után indult. Ez a támadás nem talált magának rést a védőfalon, és fás fedezék sem takarta a konföderációs tüzérség lövedékei elől, ezért a támadás előbb lelassult, majd teljesen elakadt, mielőtt a vasúti síneket elérte volna. Gibbon 13.45-kor bevetette a tartalékát is, mely a másik két egység túlélői között áthaladva rontott a déliekre. Végül is pár uniós katona ténylegesen elérte a dombok gerincét, és kézitusába bocsátkozott a konföderációsokkal. A lőszertartalékok kimerültével már puskatussal, szuronnyal, sőt feltűzött szuronnyal dárdaként elhajított puskákkal is folyt a küzdelem. Végső soron Meade és Gibbon hadosztályát egyaránt visszavetették eredeti állásaiba, súlyos veszteségek mellett. A harmadik hadosztály David B. Birneyé lett volna, de az olyan késve indult el, hogy a támadásban nem tudott részt venni. Az áttörés kiaknázása nem sikerült. Körülbelül négy dandárnyi déli katona improvizált ellentámadásba kezdett, de az uniós tüzérség srapnelei és Birney megkésve induló alakulatainak lendülete végül is visszaűzte őket a magaslatok védelmébe. Jackson fontolgatta az ellentámadás felújítását, de a szövetségi erők tüzérsége és a közeledő sötétség miatt ellene döntött. A harc kb. 5000 fő uniós és 3400 fő konföderációs veszteséget okozott. A járőrharc és a tüzérségi párbaj sötétedésig folytatódott.
A csata előtt Jackson levélben hírt kapott, hogy november 23-án megszületett leánya, Julia Laura Jackson. Szintén a csatát megelőzően a glancos ruhákba öltöző Stuart, akit Jackson időközben szívből megszeretett Richmond legjobb szabászától egy díszes tábornoki egyenruhát rendelt, mellyel őt akarta megajándékozni. Jackson eddigi ruházata viseletes és napszítta volt, melynek egyes gombjait hölgyrajongói eltették emlékbe. Jackson megkérte stábját, hogy köszönjék meg Stuartnak, mondván, a kabát ugyan túl cicomás számára, de ajándékként megbecsüli. Törzstisztjei ragaszkodtak hozzá, hogy a vacsorához vegye fel, de ettől a szokatlan ruházattól katonák garmadája tódult oda nézelődni és Jackson annyira kényelmetlenül érezte magát a rá irányuló figyelemtől, hogy hónapokig nem vette fel újra.

### Chancellorsville

#### Első nap

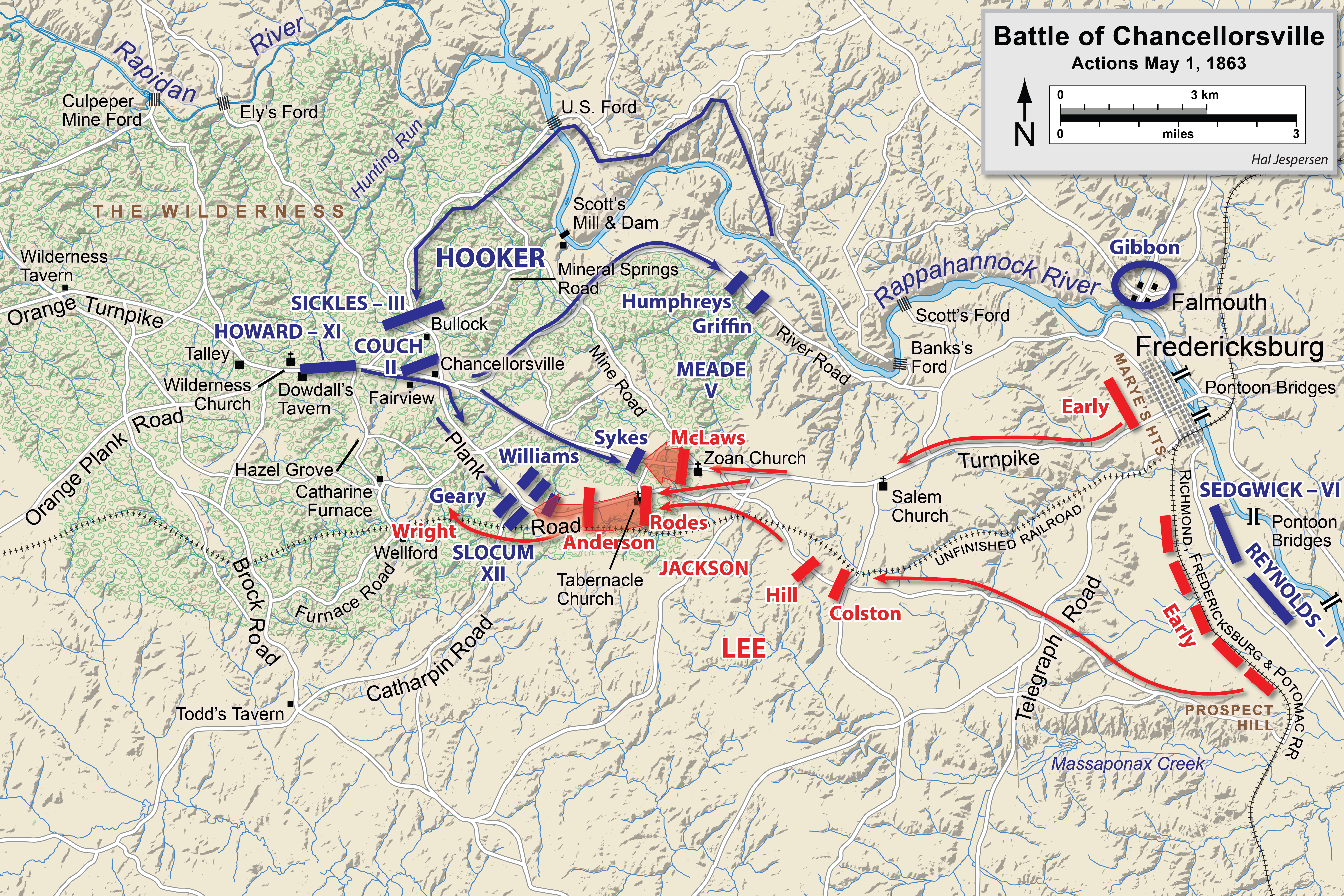
A Chancellorsville-i csata 1863. május 1-jei kezdete.

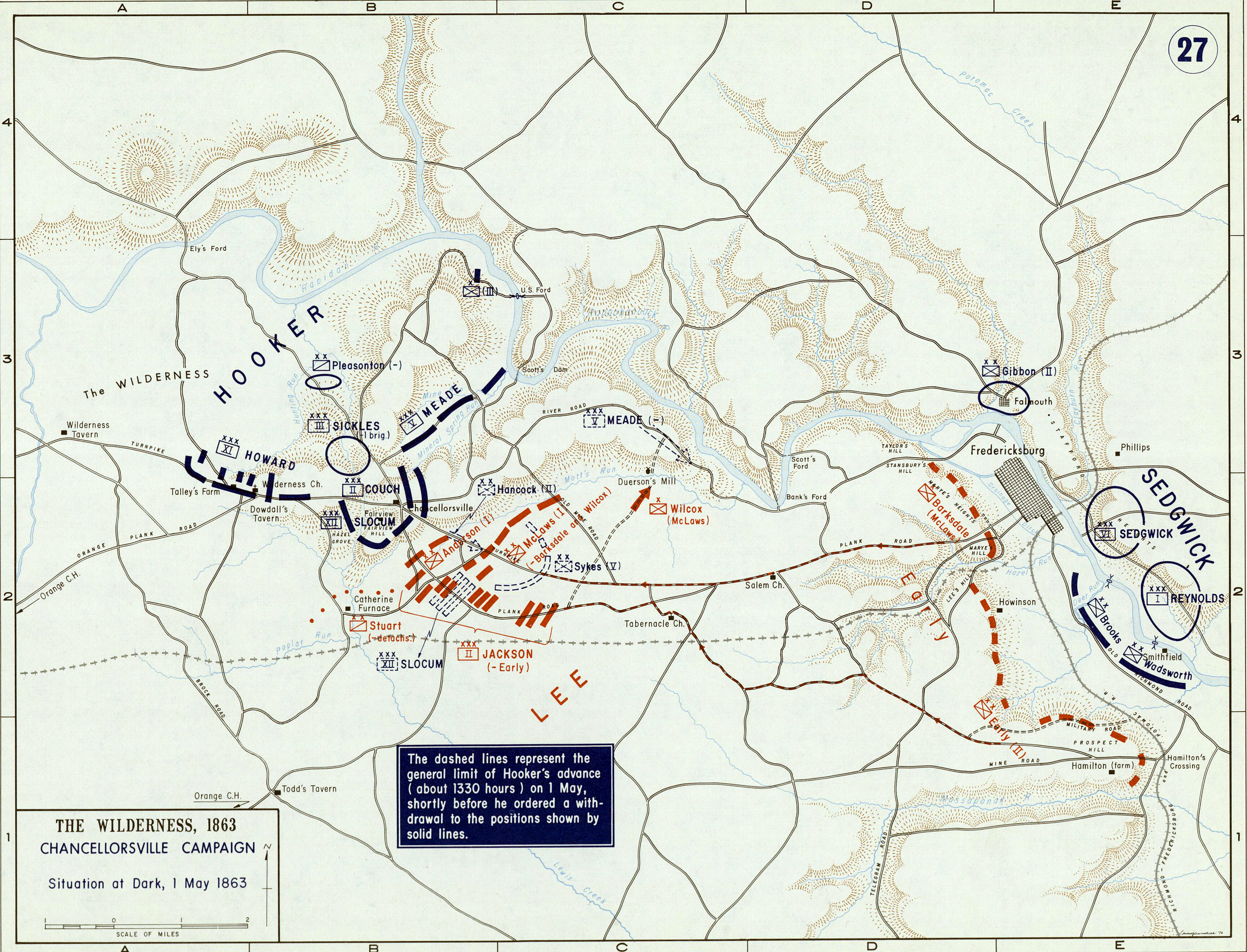
A helyzet május 1-jén este.

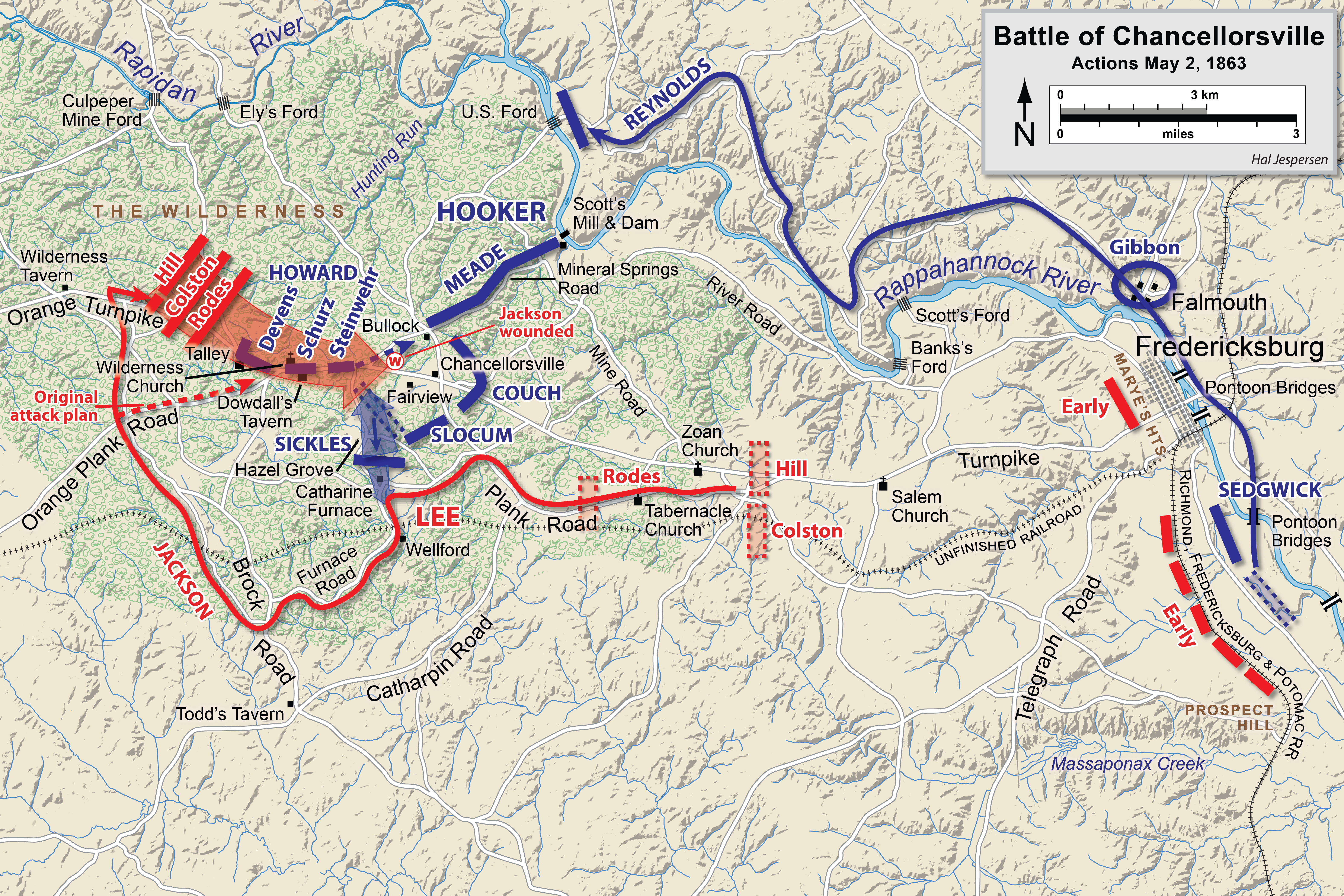
1863. május 2-a harcainak térképe.

A Potomac hadsereg élére Burnside helyére Joseph Hooker vezérőrnagy került, aki a tavasszal új támadást indított. 1863. április 27-én kerülő úton, észrevétlenül nyugat felé indította hadserege hadtesteit és Chancellorsville-től északra átkelt a Rappahannockon, mielőtt Lee felfedezte volna a műveletet. Lee a Fredericksburgnél maradó csapatokkal szemben csak hadserege ötödét hagyta hátra, míg négyötödével maga is Chancellorsville alá vonult és sáncokat kezdett ásatni. Jackson május 1-jén már hajnal előtt elindult nyugatra. Reggel 8-kor találkozott R. H. Anderson már sáncokat ásó hadosztályával. 11 órakor Jackson két úton előrehaladást parancsolt a Zoan és a Tabernacle templomok között levő állásokból Chancellorsville felé. Hooker az V. és XII. hadtesteket három úton indította meg Chancellorsvilleből kelet felé. Az első összecsapások után Hooker megállította az előrenyomulást, mivel tervei szerint védekező harcot akart vívni és visszavonulást parancsolt az imént elhagyott erdős rengetegbe. Ez súlyos hibának bizonyult az támadókedvű Jacksonnal szemben, átengedte a kezdeményezést és még saját hadtestparancsnokai sem értettek vele egyet.
Miközben az uniós csapatok éjszaka beásták magukat Chancellorsville körül, védműveket és útakadályokat emeltek, Lee és Jackson a Plank Road (Deszkaút) és a Furnace Road (Olvasztó út) kereszteződésénél találkoztak. Jackson szerint Hooker visszavonulóban volt a Rappahannock északi oldalára, de Lee úgy gondolta, hogy túl sokat invesztált ebbe a hadjáratba a visszavonuláshoz és ha a szövetségi csapatok másnap még a helyükön lesznek, akkor támadni fog. A megbeszélés közben a lovasság parancsnoka, Stuart megérkezett azzal hírrel, hogy Fitzhugh Lee lovassági hadosztályparancsnok felderítette az uniós jobbszárnyat és az megkerülhető. Oliver O. Howard XI. hadteste az Orange Turnpike (Orange vámút) mentén táborozott, arccal délnek, s jobbszárnya a Wilderness Church-ön (kb. Rengeteg templom) túlra nyúlva sebezhető maradt. A Catharine olvasztó tulajdonosa megmutatta Jackson főtérképészének, Jedediah Hotchkissnek azt az újonnan kiépített erdei utat, amely körbevezetett a Rengeteg templom mögé és elrejtette a csapatok mozgását az uniós járőrök és megfigyelők tekintete elől. Lee elrendelte a mögékerülést célzó műveletet és Hotchkiss szerint megkérdezte Jacksont, hogy mennyi erőt vinne ehhez magával. Jackson az egész hadtestét igényelte ehhez.

#### Második nap
Másnap Jackson 28 000 embere elindult a szövetségi jobbszárny megkerülésére és mindössze 13 000 főt és 24 ágyút hagyott Lee számára Chancellorsville-től keletre. A terv működéséhez Jacksonnak kb. 20 km-t kellett megtennie sokadrendű utakon, észrevétlenül. A reggel 7 és 8 óra között kezdődő és a délután közepéig tartó menetelést Stuart lovasságának fedezte az uniós járőrök elől. Sok konföderációs katona észrevette az égbe emelkedő, Sas névre hallgató uniós hőlégballont, és azt hitte, hogy maga is látható odafentről, de ilyen jelentés nem érte el Hooker főhadiszállását. Mikor a III. hadtest katonái észrevették a fák közt mozgó délieket, hadosztályparancsnokuk, David B. Birney tüzérségi tüzet vezényelt rájuk, melynek azonban némi bosszúságon kívül mást nem okozott. Daniel E. Sickles, a hadtest parancsnoka maga is Hazel Grove-ba lovagolt, hogy saját maga mérje fel a helyzetet és a csata után azt jelentette, hogy katonái három óra hosszat látták az ellenség vonulását. Amikor Hooker hírét vette a mozgásnak, azt gondolta, hogy Lee erői visszavonulásba kezdtek, de tudatában volt, hogy oldaltámadás is lehet belőle. Reggel 9:30-kor parancsot adott Howardnak, hogy küldjön ki járőröket és állapítsa meg a célját. 10:50-kor Howard nyugtázta a parancsot és lépések tételét ígérte egy nyugatról jövő támadás elhárítása érdekében. Hooker emellett Sedgwick Fredericksburg alatt maradt VI. hadtestét is támadásba parancsolta. A valóságban ezen a napon egyik parancsát sem hajtották végre. Sickles a III. hadtestből Birney hadosztályát két zászlóalj mesterlövésszel Hazel Grove-tól délre küldte, hogy a vonuló oszlopot támadja meg és az utat vonja ellenőrzése alá. Ők azonban csak a hátvéd szerepét ellátó 23. georgiai gyalogezredet tudták előbb visszaszorítani a Catherine olvasztó környékén, délután 5 felé pedig a legtöbb georgiait fogságba ejteni a befejezetlen vasútvonal mentén. A. P. Hill hadosztályának két dandárja visszafordult és megakadályozta, hogy az uniós támadás több kárt tegyen a távolodó menetoszlopban.
Jackson legtöbb katonája nem is értesült erről a kisebb méretűnek meghatározható összecsapásról. A Brock úton észak felé haladva Jackson jobbra letért az Orange deszkaútra, mely a Rengeteg templom (Wilderness Church) közelébe juttatta őket. Ebből az irányból azonban lényegében csak frontális támadást tudtak volna indítani Howard csapatai ellen. Miközben a gyalogság nagy ívben az uniós vonalat elkerülve masírozott, Jackson Fitzhugh Lee lovasságát további felderítésre küldte. Ennek eredményei minden várakozást felülmúltak: az egész jobboldal egy nyílt mező közepán tanyázott, mindössze két ágyú nézett nyugatra és a készletek, valamint a sátrak között a katonák vígan étkeztek és múlatták az időt. Fitzhugh Lee szavai szerint:
|  | „Felfedezésemmel olyan elégedett voltam, hogy gyorsan visszalovagoltam a Deszkaúton oda, ahol lovasaimat hagytam, és ahol Jackson haladt, míg magával Stonewallal nem találkoztam. "Tábornok," mondtam, "ha megállítja az oszlopot itt észrevétlen és velem jön, megmutatom az ellenség jobbszárnyát és nagy előnyhöz juthat, ha a Régi vámút mentén támad a Deszkaút helyett, visszafelé felgöngyölítve a vonalat. Hozzon magával egy futárt és a dombtetőről nézhet körbe." Jackson így tett és én gyorsan a kilátóhoz kalauzoltam. A helyzet mit sem változott odalent. Csak felületesen ismertem Jacksont, ezért figyelmesen néztem, amint Howard csapatait szemrevételezte. Ekkor már kb. 2 óra lehetett. Szemei ragyogó tűzben égtek, szomorú ábrázata felderült. Arca mély érdeklődést tükrözött, a közeledő ütközet és oldalmozgásának sikere volt látható rajta. A dombon töltött öt perc alatt egyszer sem válaszolt a mit sem sejtő kék egyenruhások alant látható vonalára tett megjegyzésekre, de ajkai mozogtak. Abból amit azóta róla olvastam és hallottam, már tudom mit csinált. Óh! "csak ne olyan sietve," Hooker tábornok. Stonewall Jackson tisztán látja a jobbszárnyát és mögötte imádkozik! Hogy' is hallotta volna mit mond neki egy szegény lovas, miközben a hadak atyjával konzultált. "Mondja meg Rodes tábornoknak," szólt hirtelen a futárhoz fordulva lován, "hogy haladjon a régi Deszkaúton, álljon meg a Régi Vámútnál és ott találkozunk." Még egyszer végignézett az uniós sorokon, aztán karjaival a levegőben csapkodva sietve legaloppozott a dombról, és bizonnyal úgy látszott, hogy akármilyen jó lovas is, át fog esni lova feje fölött. Reméltem, hogy azt fogja mondani értékes felderítési adatokat kapott, mellyel katonák életét mentheti meg és hogy a lekötelezettem. Talán kicsit bosszús is voltam hallgatása miatt, és ezért tettem magamban ellenséges megjegyzést a lovaglására. Nos - ekkor láttam utoljára életemben.” |
|  | – Fitzhugh Lee beszéde az Association of the Army of Northern Virginia előtt, 1879-ben. |

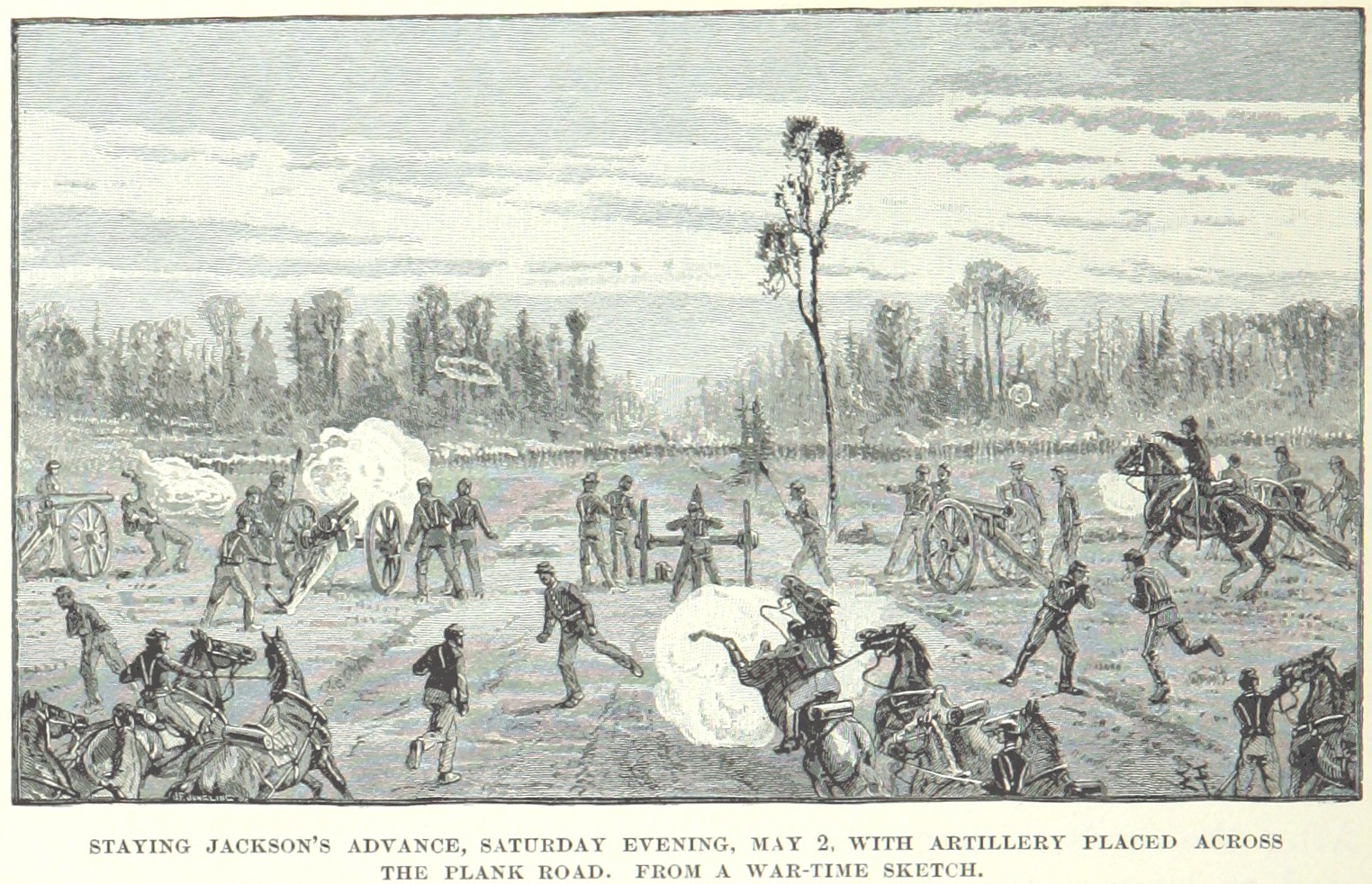
A XII. hadtest tüzérsége megálltja Jackson meglepetésszerű támadását.(Valójában a III. hadtestbe tartozó saját bajtársaikat lőtték.)

Noha ekkor már délután 3 óra volt, Jackson még három kilométert masíroztatta a csapatokat és a Vámúton fordult csak jobbra, amely az oldaltámadáshoz való felsorakozást lehetővé tette. Az út két oldalán Robert E. Rodes és Raleigh E. Colson hadosztályai egymástól vagy 200 méterre egyenként másfél kilométer hosszú vonalba rendeződtek és hátuk mögött A. P. Hill hadosztálya jött fele hosszúságban. 5:30-kor Jackson Rodeshoz fordulva azt kérdezte: „Készen áll, tábornok?” Rodes bólintására azt felelte: „Akkor indulhatnak.” Jackson csapatainak kétharmada vett részt a támadásban, a maradék késve èrkezett, vagy az Orange deszkaút biztosítására lett kirendelve. A csapatok csöndesen meneteltek, míg csak pár száz méterre nem értek az uniós tábortól, és a vonal elől menekülő nyulak és egyéb vadak el nem árulták a jelenlétüket, majd vérszomjas üvöltéssel rohamoztak. A XI. hadtest katonái vacsorához készülődtek, melyhez a puskákat kiürítve gúlába állították. Charles Devens hadosztálya perceken belül összeomlott. Carl Schurz hadosztálya villámgyorsan irányba fordult és megkísérelte az ellenállást, de a támadók túlereje 20 perccel kėsőbb legyűrte ės megfutamította. Sok uniós katonát ejtettek foglyul, melyek egyetlen lövést sem adtak le, a többiek pedig rendetlen összevisszaságban menekültek. Adolf Buschbeck ezredes dandárja már rendben tudott visszavonulni a támadás lelassulása miatt. Jackson egészen alkonyatig hajtotta előre a támadást a szövetségi alakulatok centruma felé. Hooker egészen addig nem értesült katasztrófáról, amíg a chancellorsville-i főhadiszállása elė nem özönlött a menekülő tömeg. Kètsègbeesetten próbált rendet teremteni a zűrzavarban. Hiram Berry hadosztályát a III. hadtestből a harc felé parancsolta szuronnyal fogadni a támadókat, a tisztásán levő tüzėrsėget a Fairview temetőhöz mozgatta. Pennock Huey őrnagy, a 8. pennsylvaniai lovasezred parancsnoka utasítást kapott, hogy Howard lovassági támogatást kér, úgyhogy a Vámúton nyugat felé indulva egyenesen belerohant Rodes hadosztályába és 30 katonát elveszítve sietve visszavonult.
Estig a konföderációs második hadtest kb. két kilométert haladt előre és Chancellorsville látótávolságba került tőlük, de a sötétség és a harc szétzilálta a támadósorokat. A XI. hadtestet megfutamították, de a teljesen megsemmisíteni nem sikerült. 2500 fő és az ezredparancsnokok felének elvesztése után harcolva visszavonultak és most már csak Sickles III. hadteste választotta el Jackson és Lee csapatait egymástól. Jackson folytatni akarta a támadást, mielőtt Hooker és hadserege ellenintézkedéseket tud tenni. A telihold fényét kihasználva éjszaka kilovagolt vonalai elé a Deszkaútra, hogy megállapítsa egy éjjeli támadás esélyeit. Mikor egy törzstisztje figyelmeztette a veszélyre, azt felelte: A veszély mindenütt jelen van. Az ellenség megfutamodott. Menjen vissza és mondja meg A. P. Hillnek, hogy nyomuljon tovább előre. Visszafelé lovagolva a 18. észak-karolinai gyalogezred katonái újabb uniós lovassági rohamtól tartva rájuk kiáltottak, hogy álljanak meg, de a választ meg sem várva tüzet nyitottak. A törzstisztek kétségbeesett kiáltozására John D. Barry őrnagy „Ez csak egy nyavalyás jenki trükk! Lőjetek!”-kel felelt. A második sortűz három golyója találta el Jacksont, kettő a bal karján, egy pedig a jobb kezén. Több tisztjét halálra sebezték és pár ló is elpusztult. A sötétben és a káoszban Jacksont nem lehetett ellátni. A Fairview temetőhöz vezényelt uniós tüzérség meglátta a déli csapattestet és tüzet nyitott. Bombái a hordágyat cipelő katonák közelében detonáltak, mire azok eldobták az altábornagyot és fedezékbe húzódtak. Ugyanez sebesítette meg a Jacksontól a parancsnokságot átvenni kényszerülő A. P. Hillt is.

## Halála

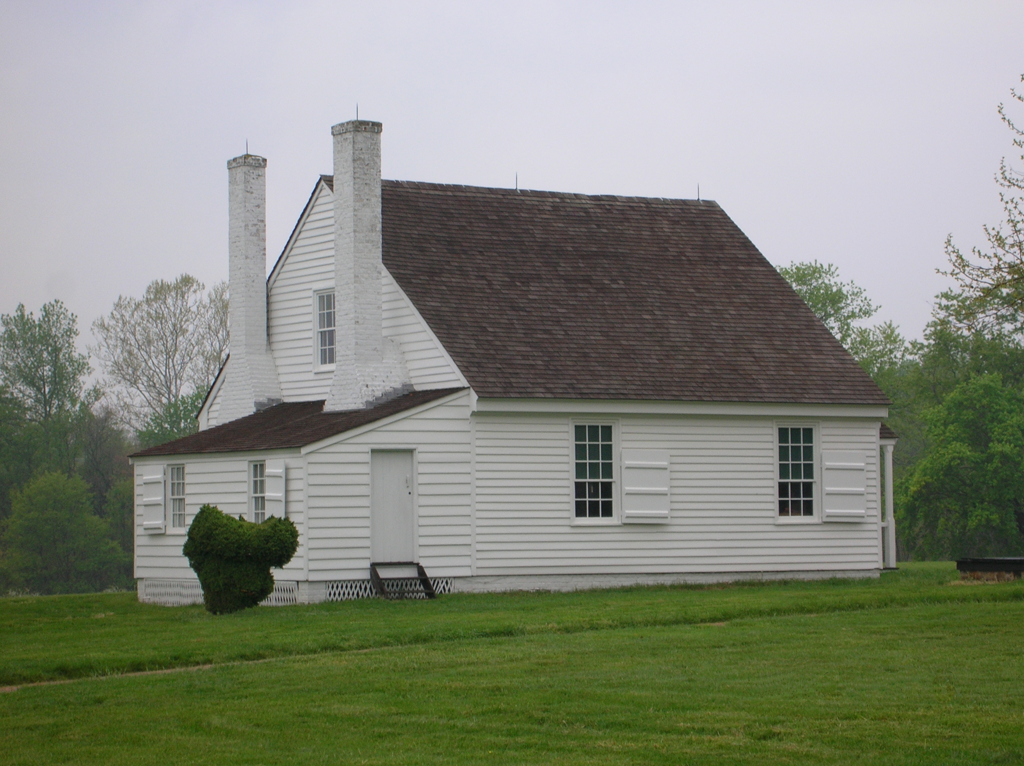
A Guinea állomás ültetvényes irodája, ahol Jackson meghalt.

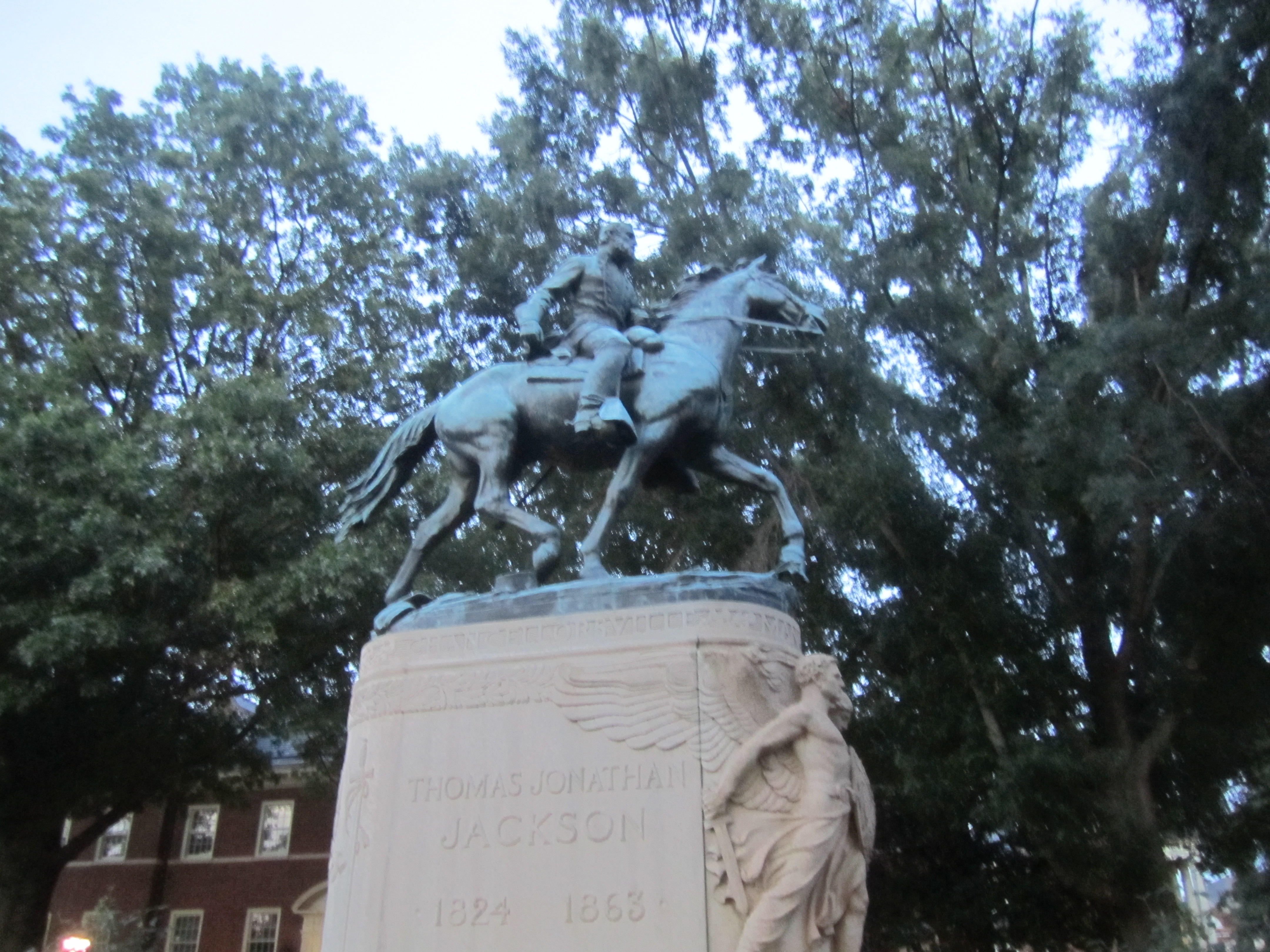
Jackson lovasszobra a Charlottesville belvárosában, Virginiában.

Lee azt írta az altábornagynak: „Ha én irányítottam volna az eseményeket, akkor a haza üdvére magamat kárhoztattam volna erre a sebesülésre Ön helyett.” Jackson bal karját a törött csont miatt váll alatt amputálni kellett, melyet Dr. Hunter McGuire foganatosított. Jacksont ezután Thomas C. Chandler Fairfield nevű ültetvényére vitték. A házban otthont kínáltak neki felgyógyulásáig, de Jackson ezt elutasította és inkább az intézői irodát kérte. A sikeres amputáció után a seb gyors gyógyulásnak indult, úgyhogy mindenki bízott Jackson teljes felépülésében. Május 6-án dr. Hunter McGuire, az ügyeletet tartó orvos rendkívül fáradt volt és elaludt, Jacksonnál azonban hajlani 1 óra körül mellszorító fájdalom lépett fel, melyért a harctérről való kimentés körülményeit hibáztatták. Jackson nem akarta felkelteni az orvost, hanem a saját kuruzslói jártasságára támaszkodva vizet borogatást kért a szolgától. Órákig szenvedett ezalatt és mikor reggel az orvos megvizsgálta, csak akkor engedte tudtatni, hogy egész éjjel rosszul volt. Tüdőgyulladás állt be, amiről a beteg el sem hitte, hogy végezhet vele. Jackson állapota egyre gyengült, de lelkében erős maradva kijelentette: „Ma van az Úr napja, imáim meghallgattattak. Mindig is vasárnap akartam meghalni.” Dr. McGuire az erős fájdalomra morfint adott, melynek következtében Jackson delíriumba merült. McGuire a következőképpen számolt be utolsó óráiról:
|  | „Néhány perccel halála előtt delíriumában azt mondta: „Továbbítsa a parancsot A. P. Hillnek, hogy készüljön a harcra. Mozgassa a gyalogságot sürgősen előre. Mondja meg Hawks őrnagynak...!” ezután ellhallgatott, befejezetlen hagyva a mondatot. Majd szavakkal leírhatlatlan megkönnyebbülés áradt szét sápadt arcán és csöndesen azt mondta: „Keljünk át a folyón és pihenjünk le a fák árnyai alatt.”” |
|  | |

Testét a richmondi kormányzóságra vitték nyilvános gyászolásra, majd a lexingtoni Stonewall Jackson Emléktemetőben helyezték örök nyugalomra. A május 2-án levágott karját Jackson káplánja, Beverly Tucker Lacy temette el a tábori kórház közelében levő J. Horace Lacy háznál, mely a Fredericksburgi Nemzeti Park része.
Mikor Jackson haláláról értesült, Lee barátját és bizalmas parancsnoktársát vesztette el. Betegágyán azt üzente Lacy plébánossal: „adja át Jackson tábornoknak szívélyes üdvözletemet, és mondja meg, hogy míg ő a bal kezét vesztette el, addig én a jobbomat.” Mikor haláláról értesült, szakácsának megismételte: „William, elvesztettem a jobb kezemet. A szívem hasad meg.”
A Harper's Weekly így tudósított 1863. május 23-án Jackson haláláról:
|  | „STONEWALL JACKSON HALÁLA. "Stonewall" Jackson tábornok súlyos sebesülést szenvedett a Chancellorsville-i csatában és karját amputálták. A műtét nem sikerült és tüdőgyulladás lépett föl, május 10-én a virginiai Richmond közelében életét kioltva.” |
|  | |

## Értékelések

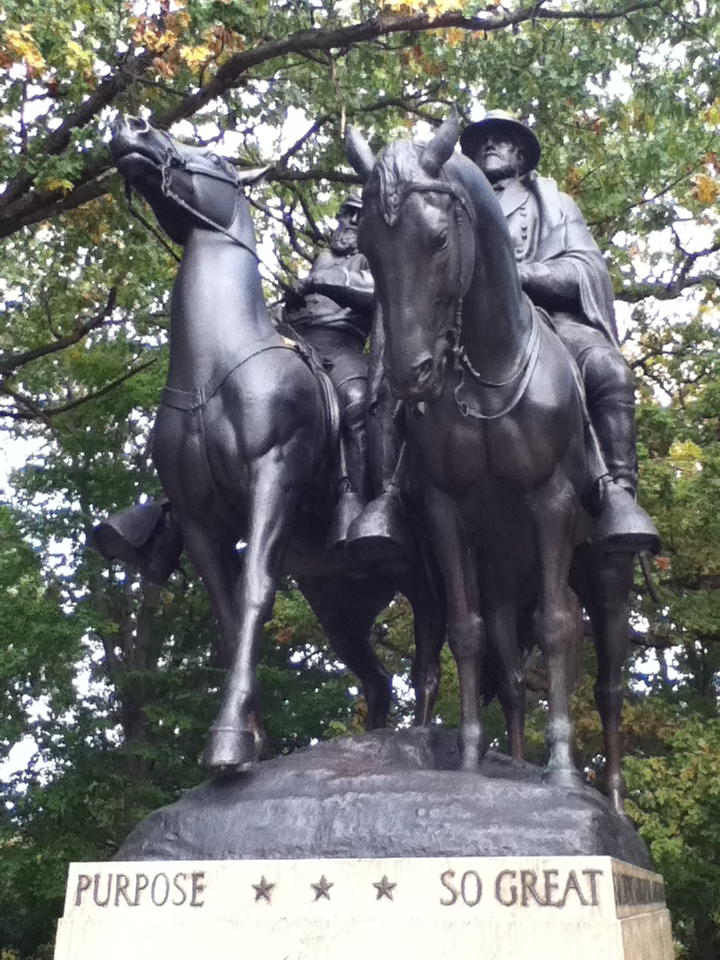
A Marylandi Baltimore-ban 2017-ig állt Jackson és Lee emlékmű. A szobrok azt a pillanatot ábrázolják, mikor a két tábornok a Chancellorsville-i csatában elvált egymástól.

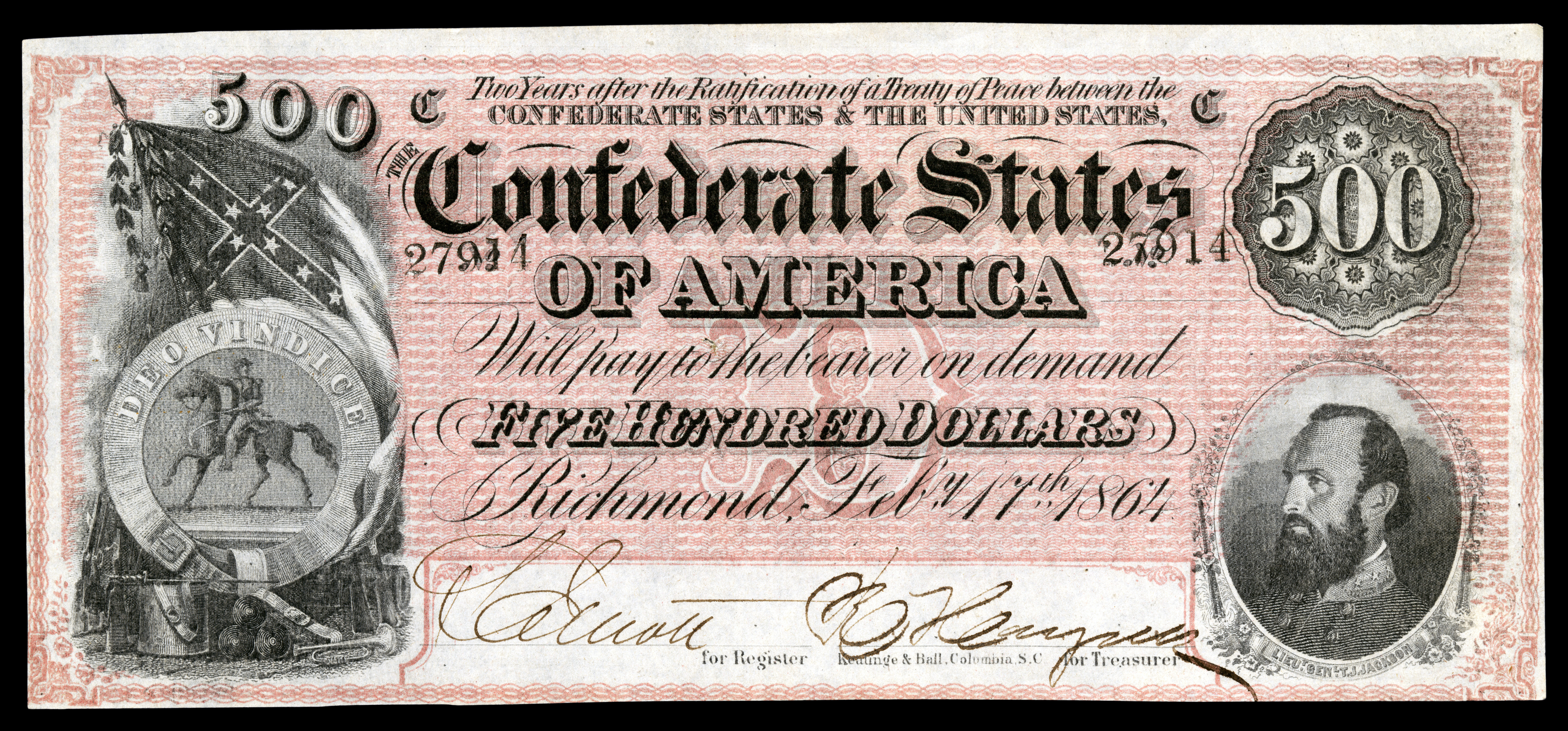
1864-ben Jacksont a Konföderációs 500 dolláros bankjegyen örökítették meg.

Jackson néha sajátos parancsnoki stílusa, gyakori harctéri sikerei miatt a polgárháború egyik legismertebb tábornoka. A hadtörténészek minden idők egyik legtehetségesebb amerikai tábornokának tartják. Shenandoah-völgyi hadjáratát ma is tanítják a katonai akadémiákon mint a leleményes és bátor hadvezetés iskolapéldáját. A hadjárat zsenialitása abban mutatkozott meg, hogy megfelelő úthálózat nélkül is tudott manőverezni hadseregével, így a Shenandoah-völgyben két északi hadsereget is megtévesztett és előnyére fordította a hátrányos katonaföldrajzi körülményeket.
Beosztottjait arra szoktatta, hogy nincsen önálló szerepkörük, hanem legfontosabb feladatuk a vak engedelmesség, s halála után Ewell más hadosztályparancsnokai nem tanultak meg önálló műveleti szerepkörben boldogulni. Ez szöges ellentétben állt azzal, amit Lee beosztottaitól elvárt. Mikor Lee Jackson halála után annak ajánlása alapján Richard S. Ewellt hadtestparancsnokká nevezte ki, még nem ismerte őt behatóbban és azt hitte, hogy kezdeményezőkészsége megegyezik Jacksonéval. A Gettysburgi hadjárat folyamán rá kellett döbbennie, hogy ez nem így volt.
Scott Bowden történész értékelése szerint Jackson katonai teljesítménye aszerint ingadozott, hogy taktikai, vagy stratégiai képet kellett átlátnia. Jackson egyetértett Lee stratégiai elképzeléseivel és mindig sikerrel valósította meg őket, ugyanakkor Lee világossá tette, hogy a csatatéren Longstreet sokkal hatásosabb taktikai döntéseket tud hozni, ezért ő az elsőszámú helyettese.
Gary Gallagher történész viszont „instabil” természete miatt nem tartja a polgárháború öt legnagyobb tábornoka közé tartozónak Jacksont.

## Fordítás
- Ez a szócikk részben vagy egészben  a   Stonewall Jackson című angol Wikipédia-szócikk ezen változatának fordításán alapul.  Az eredeti cikk szerkesztőit annak laptörténete sorolja fel. Ez a jelzés csupán a megfogalmazás eredetét és a szerzői jogokat jelzi, nem szolgál a cikkben szereplő információk forrásmegjelöléseként.